# Sentiero delle Orobie

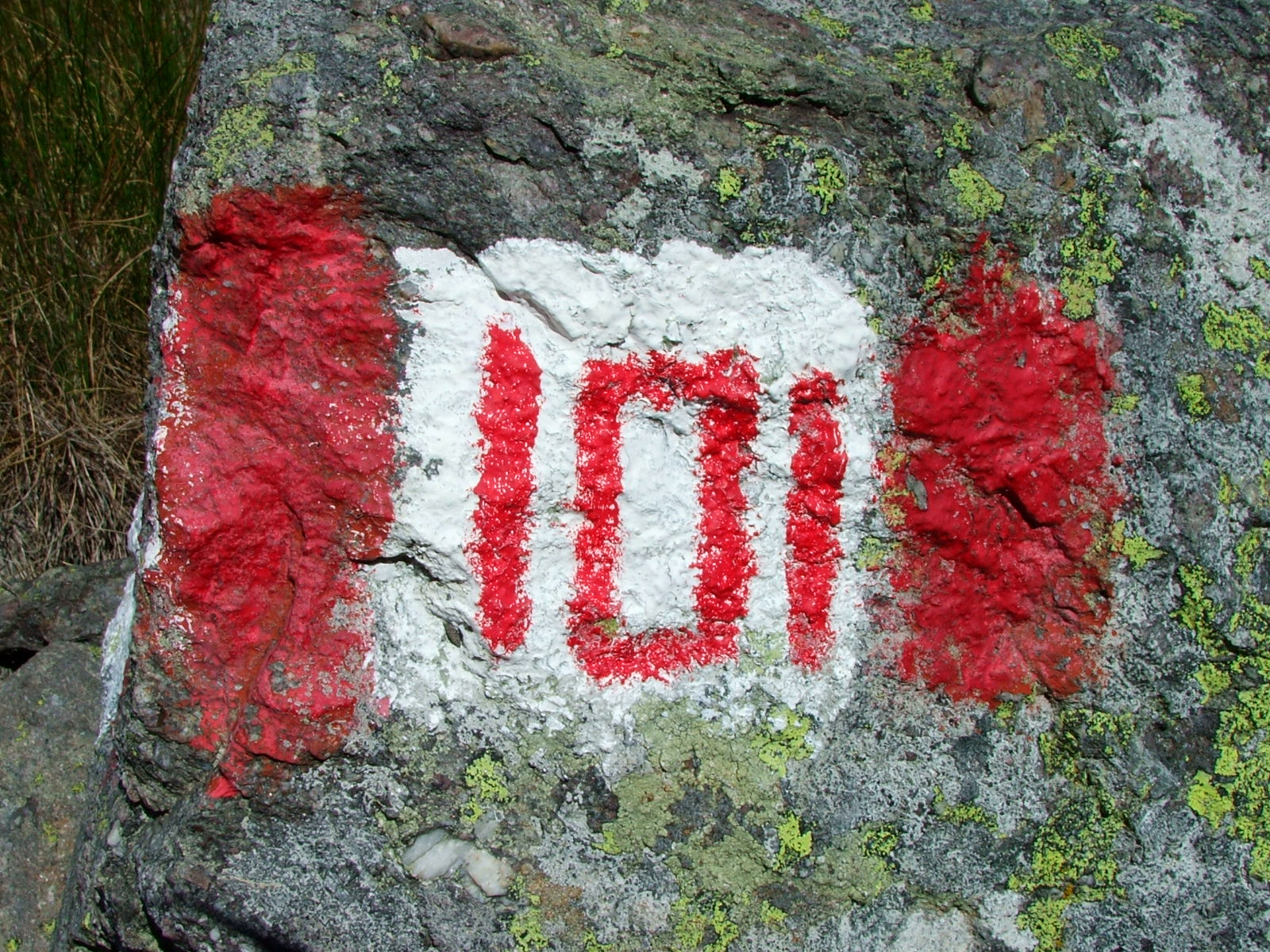
Segnavia che indica il sentiero CAI n. 101, uno dei tracciati principali del sentiero delle Orobie.

Il sentiero delle Orobie è un sentiero montano, o alta via, che collega diversi rifugi e bivacchi delle Alpi Orobie, in provincia di Bergamo. Il sentiero si divide in due parti principali: la prima parte (occidentale) inizia dalla valle dello Stabina e si congiunge al tratto orientale presso il rifugio Fratelli Calvi.
La seconda parte (orientale), invece, parte dall'ambiente calcareo della Valcanale, si congiunge all'alta valle Brembana, percorre l'alta valle Seriana (passando dal cosiddetto "Circo dei giganti delle Orobie" tra pizzo Redorta e pizzo Coca), attraversa la valle di Scalve, e si conclude nello spettacolare ambiente dolomitico della conca della Presolana, luogo privilegiato dal movimento degli arrampicatori, non solo bergamaschi.

## Storia
Il sentiero delle Orobie è un'opera alpina lombarda, in Italia, di grande rilevanza storica, naturalistica e alpinistica. L'itinerario è stato inventato e realizzato negli anni 1950-1975 dalla sezione e sottosezioni del Club Alpino Italiano (CAI) di Bergamo, sotto la spinta di Carlo Ghezzi, presidente della sezione bergamasca dal 1951 al 1962, e grazie a Gianbattista Cortinovis che, con alcuni collaboratori, furono i principali artefici dell'opera. Dalla metà degli anni settanta, ogni estate centinaia tra alpinisti, escursionisti e turisti percorrono il sentiero delle Orobie tra le forti manifestazioni della natura che si incontrano lungo un percorso di oltre centosessanta chilometri. Questo cammino attraversa da un capo all'altro la provincia bergamasca e collega tutti i rifugi di proprietà del CAI del versante meridionale delle Orobie.

## Caratteristiche

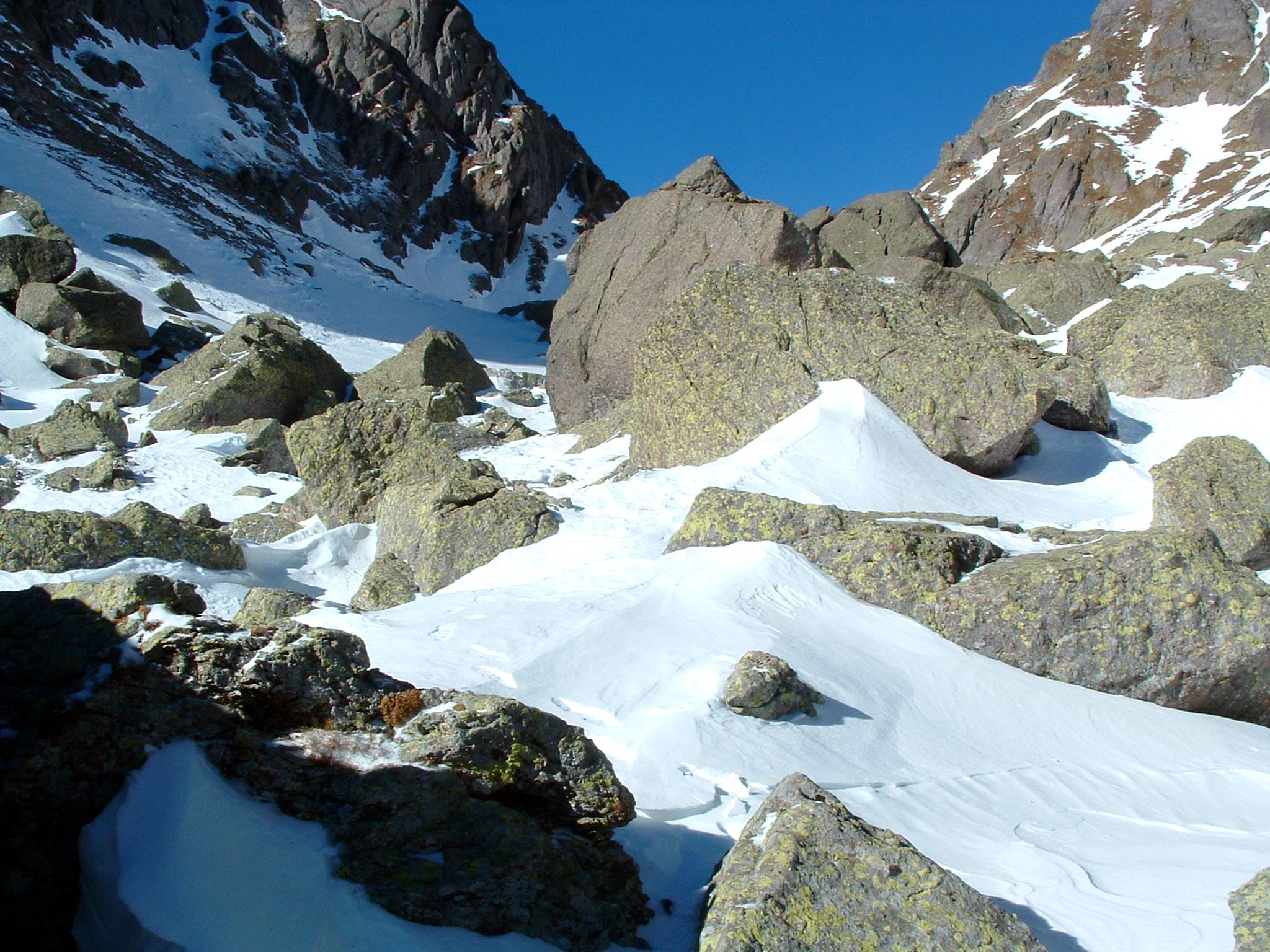
Tra le Orobie in inverno

Il sentiero si snoda a quote variabili tra i 1.500 e 2.800 metri di altitudine, con una media tra i 2.100 e i 2.200 metri. Attraversa tutto il Parco delle Orobie Bergamasche con paesaggi vari e suggestivi sotto tutti i punti di vista, abbelliti da montagne di rara imponenza. Come già accennato, si divide in due tratti principali: il sentiero delle Orobie occidentali ed il sentiero delle Orobie orientali.
- Il tratto occidentale in condizioni climatiche buone ed in assenza di neve non presenta particolari difficoltà ed è accessibile a qualsiasi escursionista sufficientemente allenato.
- Il tratto orientale è consigliato ad escursionisti più esperti per via di alcune tappe, tra cui l'ultima dal Rifugio Luigi Albani al Passo della Presolana, che sono parzialmente costituite da vie ferrate, attrezzate con scalette, catene o corde fisse che richiedono un'adeguata preparazione e attrezzatura.

## Sentiero delle Orobie occidentali

### 1ª tappa: Cassiglio - Rifugio Cazzaniga-Merlini

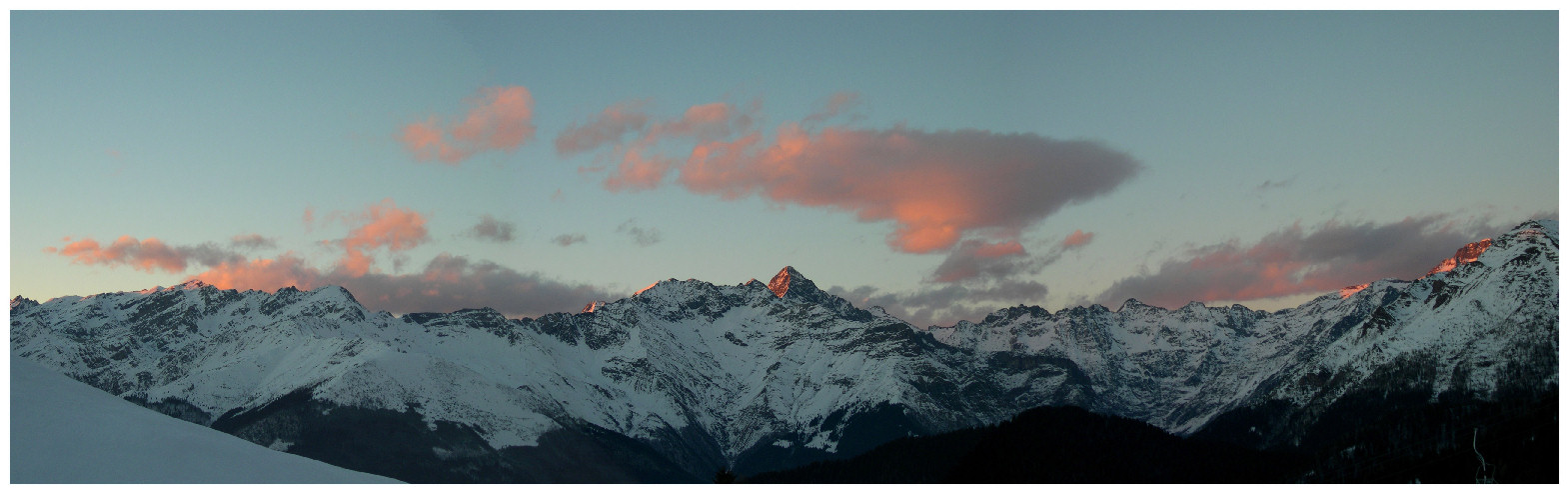
Le Orobie in inverno.

Da Cassiglio (600 m) al rifugio Cazzaniga-Merlini (1.900 m) - Percorrenza: 4,30 h - Dislivello: 1.287 m - Sentiero: CAI n. 101 - Difficoltà: E (Escursionistico)
Da Cassiglio si segue la strada che conduce al piccolo bacino omonimo e lo si supera lungo la sua sponda sinistra. Proseguendo lungo la carrareccia, a circa un'ora dal paese si raggiunge un bivio: qui si prende il sentiero sulla sinistra che si addentra nel bosco.
Alternando tratti pianeggianti a tratti molto più ripidi e faticosi, sempre però all'ombra del fitto bosco di faggi, si risale tutta la valle fino a raggiungerne il solco finale. Con un ultimo pendio erboso si esce quindi al Passo dei Baciamorti (1.540 m). Abbandonato il sentiero che scende alla Baita Baciamorti, si piega a destra su una traccia segnalata e ci si alza lungo la costa erbosa del Pizzo Baciamorti fino alla Baita Rudera. Qui il sentiero taglia di traverso alcuni pascoli e una forra rocciosa attraversando vasti e dolci pianori. Con alcuni faticosi tornanti si raggiunge la distesa erbosa dove sorge la Baita Cabretondo, si prosegue senza perdere quota verso ovest lasciando sulla destra il Monte Aralalta e infine, dopo una breve discesa, si tocca la Bocchetta del Regadur. Scavalcato il valico si risale leggermente fino a raggiungere la Capanna Regina (da qui parte il sentiero che scende al Rifugio Gherardi - vedi itinerario della variante) e, poco oltre, il Passo del Sodadura. Nuovamente su terreno pianeggiante, si prosegue verso ovest aggirando i pendii settentrionali del Monte Sodadura (2.010 m): scavalcata un'ultima bocchetta si raggiunge infine la conca con il caratteristico cocuzzolo roccioso che ospita il Rifugio Cazzaniga-Merlini, alla base delle falde dello Zuccone dei Campelli.

#### Variante
Da Quindicina di Pizzino (1.200 m) al Rifugio Cazzaniga-Merlini (1.900 m) - Percorrenza: 4 h - Dislivello: 650 m - Sentiero: CAI nn. 101 e 120 - Difficoltà: T (Turistico)
Questo itinerario è un'alternativa alla prima tappa e permette di accedere al Sentiero delle Orobie occidentali partendo dalla Val Taleggio. Tale itinerario è più breve e quindi risulta assai meno faticoso e con un minore dislivello rispetto a quello originale che parte da Cassiglio.

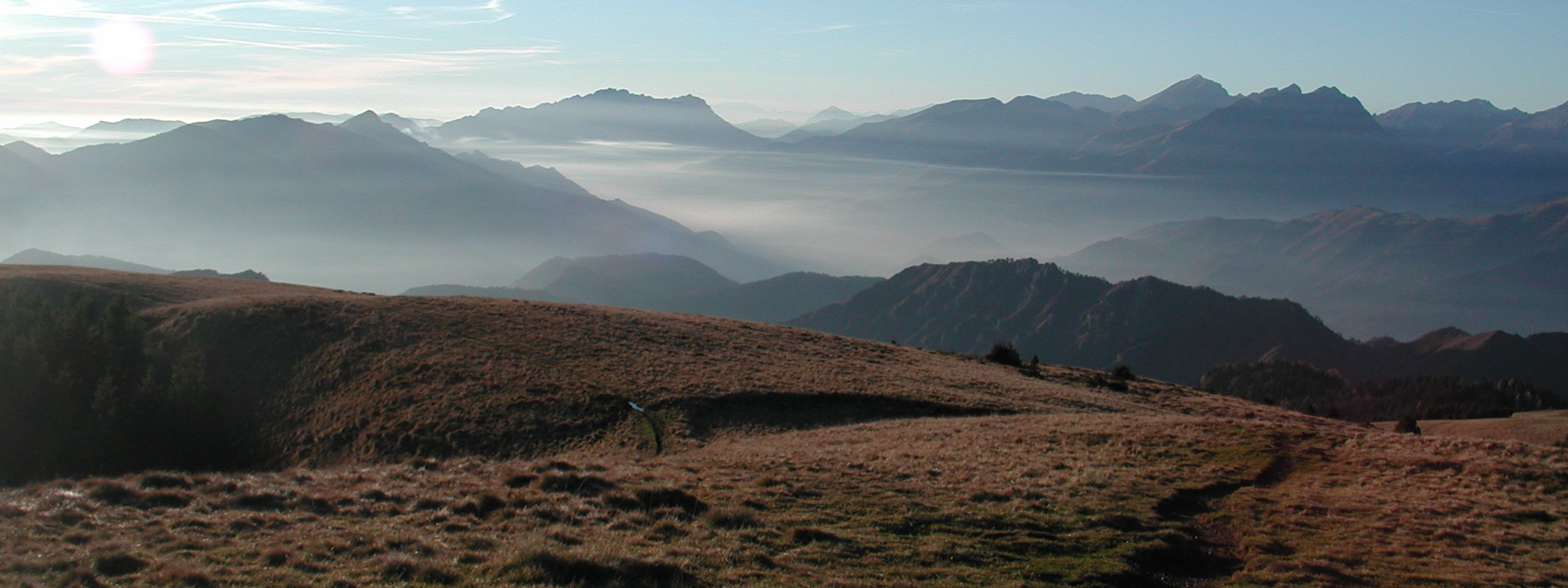
Un panorama delle Orobie.

Dall'abitato della piccola frazione di Quindicina di Pizzino, si imbocca il sentiero n. 120 che inizia a risalire il versante destro idrografico della valle. Il percorso conduce in un'ampia valletta erbosa alla cui sommità si trova la Baita Foppa Lunga (1.506 m); da qui si piega a nord e dopo aver scavalcato una breve depressione si guadagna in breve il Rifugio Gherardi (1.650 m). Per ricongiungersi al Sentiero delle Orobie, è necessario proseguire dal rifugio verso nord imboccando un chiaro tracciato. Dopo una breve salita e un successivo pianoro si supera l'ex rifugio Battisti (chiuso) e con alcuni zig-zag si rimonta la costola alle sue spalle. Più in alto, procedendo con attenzione si superano alcuni canaloni detritici e ci si dirige infine alla Capanna Regina, dove passa il Sentiero delle Orobie occidentali. Dalla baita, se si vuole raggiungere il Rifugio Cazzaniga-Merlini (meta della prima tappa), si deve piegare ad ovest puntando al Passo del Sodadura, che si raggiunge in pochi minuti. Ora su terreno pianeggiante, si prosegue ancora verso ovest aggirando i pendii settentrionali del Monte Sodadura (2.010 m): scavalcata un'ultima bocchetta si raggiunge la conca con il caratteristico cocuzzolo roccioso che ospita il Rifugio Cazzaniga-Merlini, alla base delle falde dello Zuccone dei Campelli.

### 2ª tappa: Rifugio Cazzaniga-Merlini - Rifugio Lecco
Dal Rifugio Cazzaniga-Merlini (1.900 m) al Rifugio Lecco (1.779 m) - Percorrenza: 2,30 h - Dislivello: 230 m - Sentiero: CAI n. 101 - Difficoltà: E (Escursionistico)
Dal Rifugio Cazzaniga-Merlini, procedendo in direzione nord, si punta a un'insellatura e ad alcuni pianori, in un ambiente che è subito suggestivo, dominato com'è dalle alte pareti dello Zuccone dei Campelli. Passando sotto i ripidi versanti dello Zucco Barbesino, si attraversa un vallone, si prosegue su una cengia e si sbuca ad una successiva forcella. Dopo una breve discesa il sentiero perviene ad un ripido canale che con fatica conduce alla Bocchetta dei Megoff (Bocchetta dei Mughi, 2.020 m), posta tra la Corna Grande e lo Zucco Barbesino. Scavalcato il valico, si scende sul versante opposto su un sentiero ben segnato che percorre in discesa tutta la Valle dei Megoff in direzione dei Piani di Bobbio. Una volta raggiunti i Piani di Bobbio si deve raggiungere la stazione superiore di uno skilift: se si vuole divallare verso Valtorta si scende lungo la pista da sci, altrimenti si piega verso sud e dopo un quarto d'ora di cammino su pascoli pianeggianti si raggiunge il Rifugio Lecco (1.779 m).

### 3ª tappa: Rifugio Lecco - Rifugio Alberto Grassi

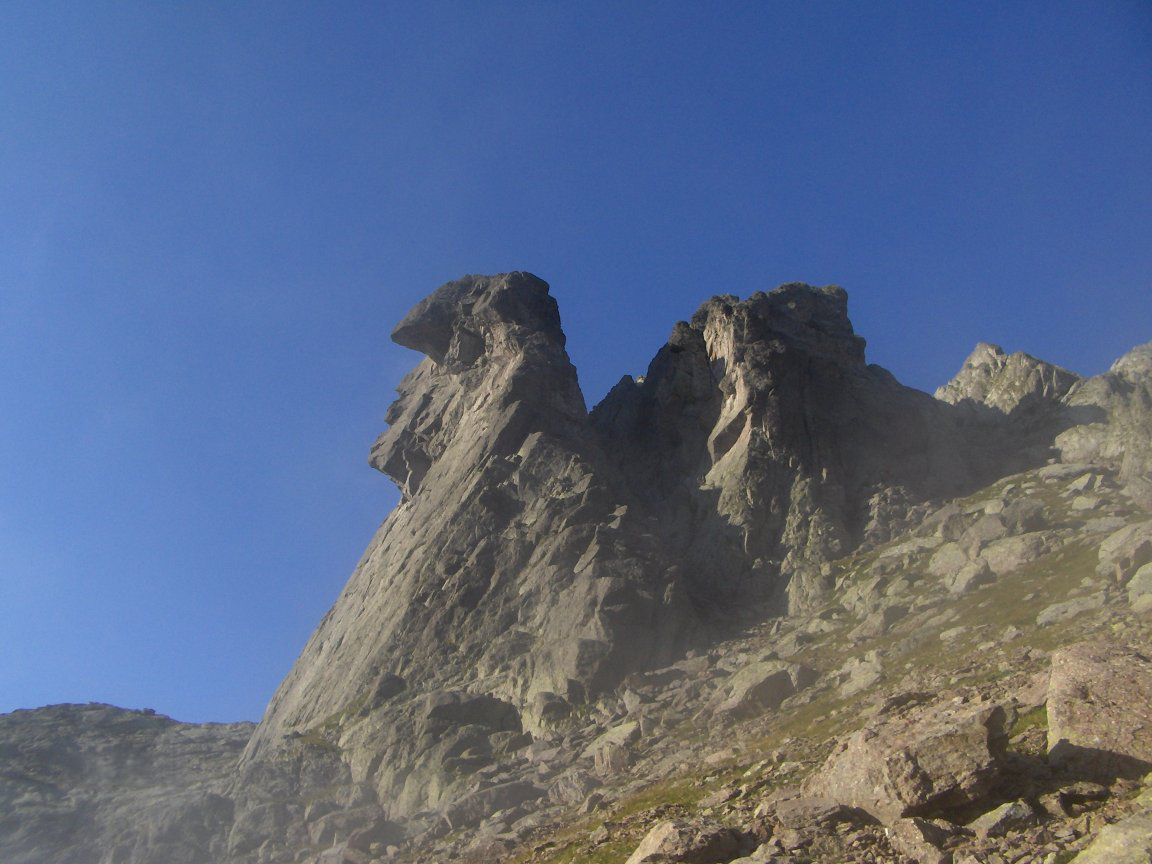
La sfinge dal versante ornichese del Pizzo Tre Signori.

Dal Rifugio Lecco (1.779 m) al Rifugio Alberto Grassi (2.000 m) - Percorrenza: 4 h - Dislivello: 650 m - Sentiero: CAI nn. 101 e 120 - Difficoltà: E (Escursionistico)
Dal Rifugio Lecco si percorre in senso inverso il percorso finale della seconda tappa fino a raggiungere la stazione superiore dello skilift.
Da qui le segnalazioni (segnavia 101) conducono in discesa lungo la pista da sci fin nei pressi di un masso con freccia, dove bisogna piegare a destra in direzione della Baita di Dentro. Proseguendo ancora in discesa si raggiunge la strada asfaltata che proviene da Valtorta; la si attraversa e si incontra subito il segnale con le indicazioni per il Rifugio Alberto Grassi.

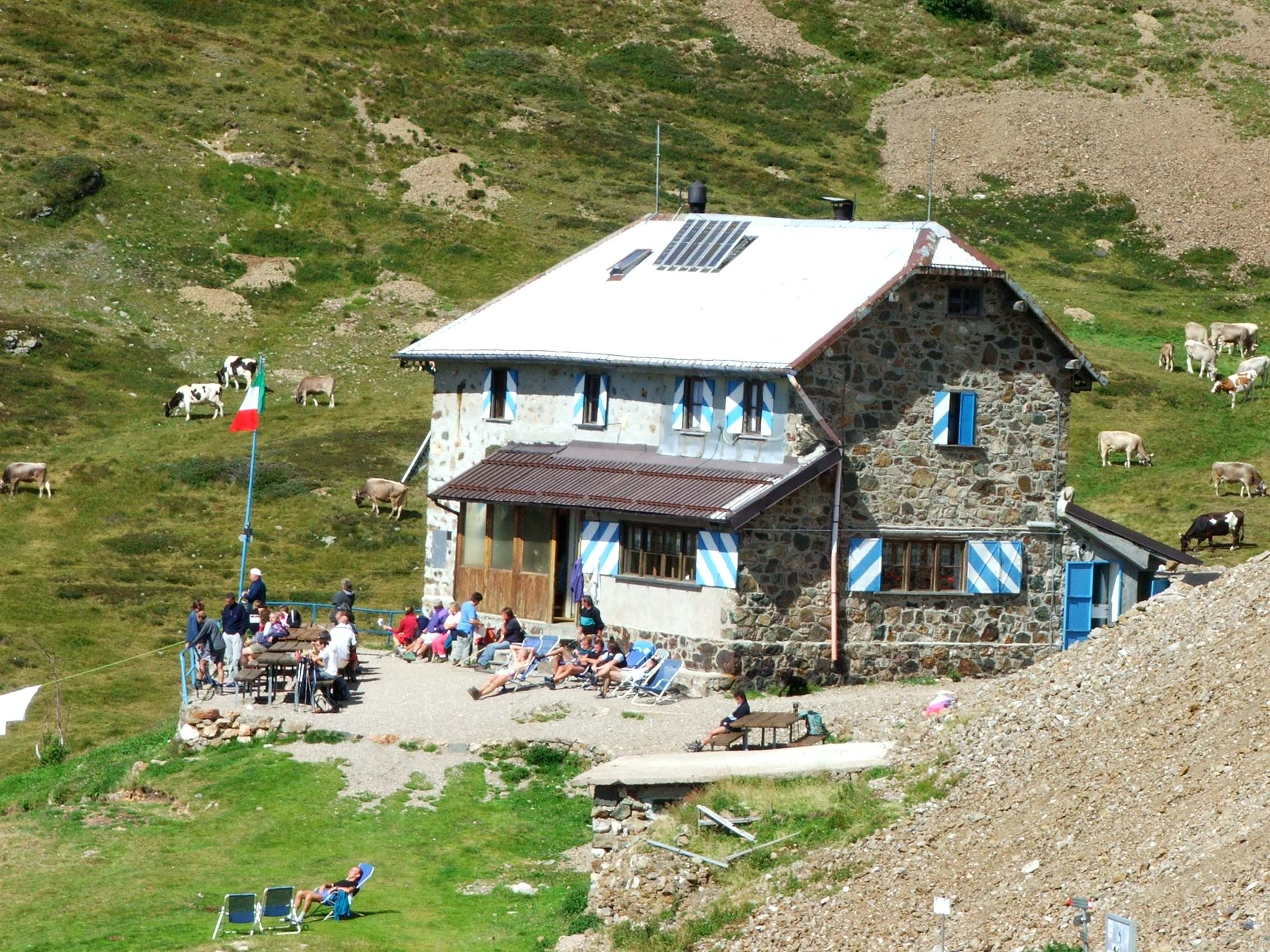
Il Rifugio Alberto Grassi.

Con andamento pianeggiante all'interno di un bosco, si tocca il Passo del Cedrino e, dopo poco, il Passo del Gandazzo. Qui inizia una faticosa salita lungo gli erbosi versanti meridionali dello Zucco del Corvo: vinti circa trecento metri di dislivello si scavalca la cresta terminale del monte e si raggiunge la suggestiva cengia che permette di guadagnare l'aereo Passo del Toro, alto sopra i dirupi che precipitano sul fondovalle. Da qui è già visibile, superiore alle altre, la cuspide rocciosa del Pizzo Tre Signori. Il successivo tratto di percorso, dopo una breve salita, corre quasi pianeggiante lungo i pianori che si distendono tra le dolci elevazioni di questa zona: scavalcata la Bocchetta di Foppabona si esce in vista del Rifugio Alberto Grassi, che si raggiunge in pochi minuti con un sentiero prima in discesa e poi in lieve salita.

### 4ª tappa: Rifugio Alberto Grassi - Rifugio Cesare Benigni

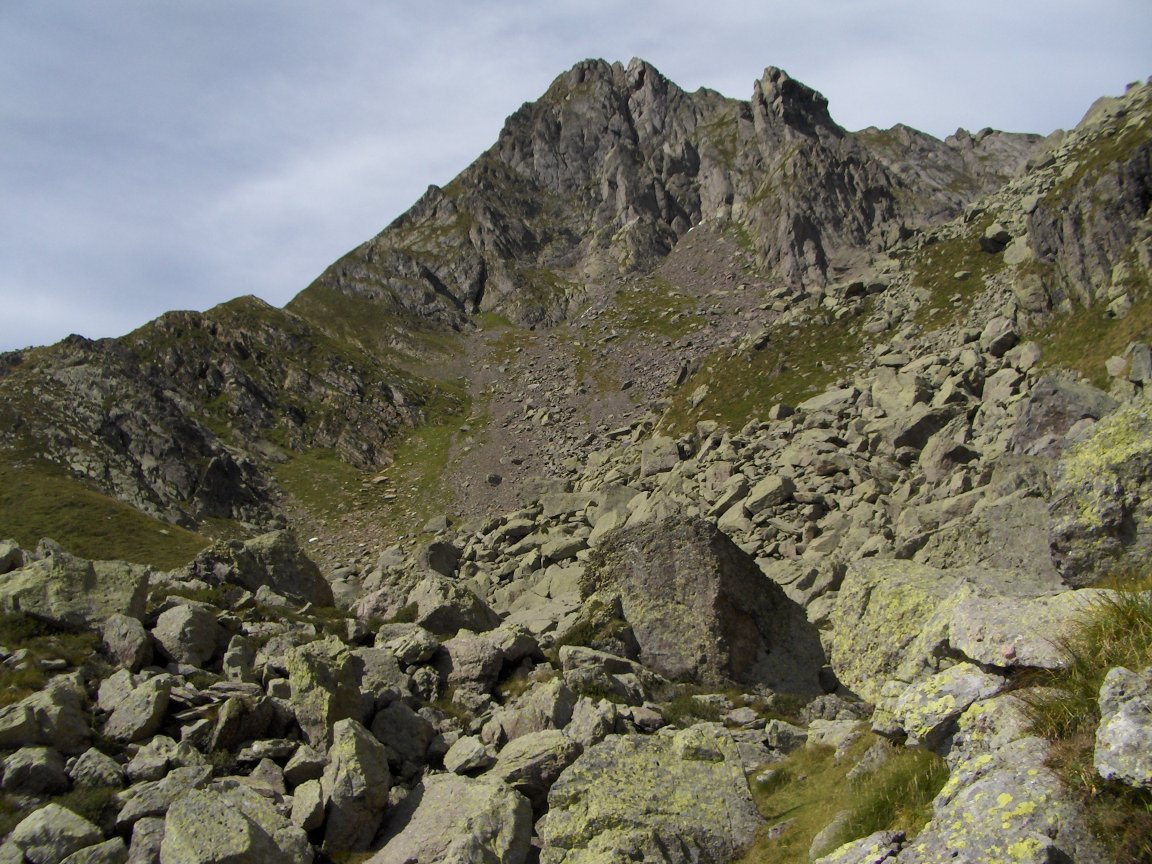
La salita al Pizzo Tre Signori.

Dal Rifugio Alberto Grassi (2.000 m) al Rifugio Cesare Benigni (2.222 m) - Percorrenza: 4,30 h - Dislivello: 600 m - Sentiero: CAI n. 101 - Difficoltà: E (Escursionistico)
Dal Rifugio Alberto Grassi si segue il bel sentiero che, quasi pianeggiante, costeggia i versanti meridionali della Cima di Camisolo e che, tramite una bella cengia, punta alla panoramica cresta del Pian delle Parole. Seguendo le chiare indicazioni si sale ad un successivo risalto roccioso per scendere alla vicina insellatura della Bocchetta Alta. Di fronte si ha tutta la maestosa bellezza della parete occidentale del Pizzo Tre Signori, mentre sul fondovalle lecchese (a sinistra), non può sfuggire il luccichio del suggestivo Lago di Sasso.

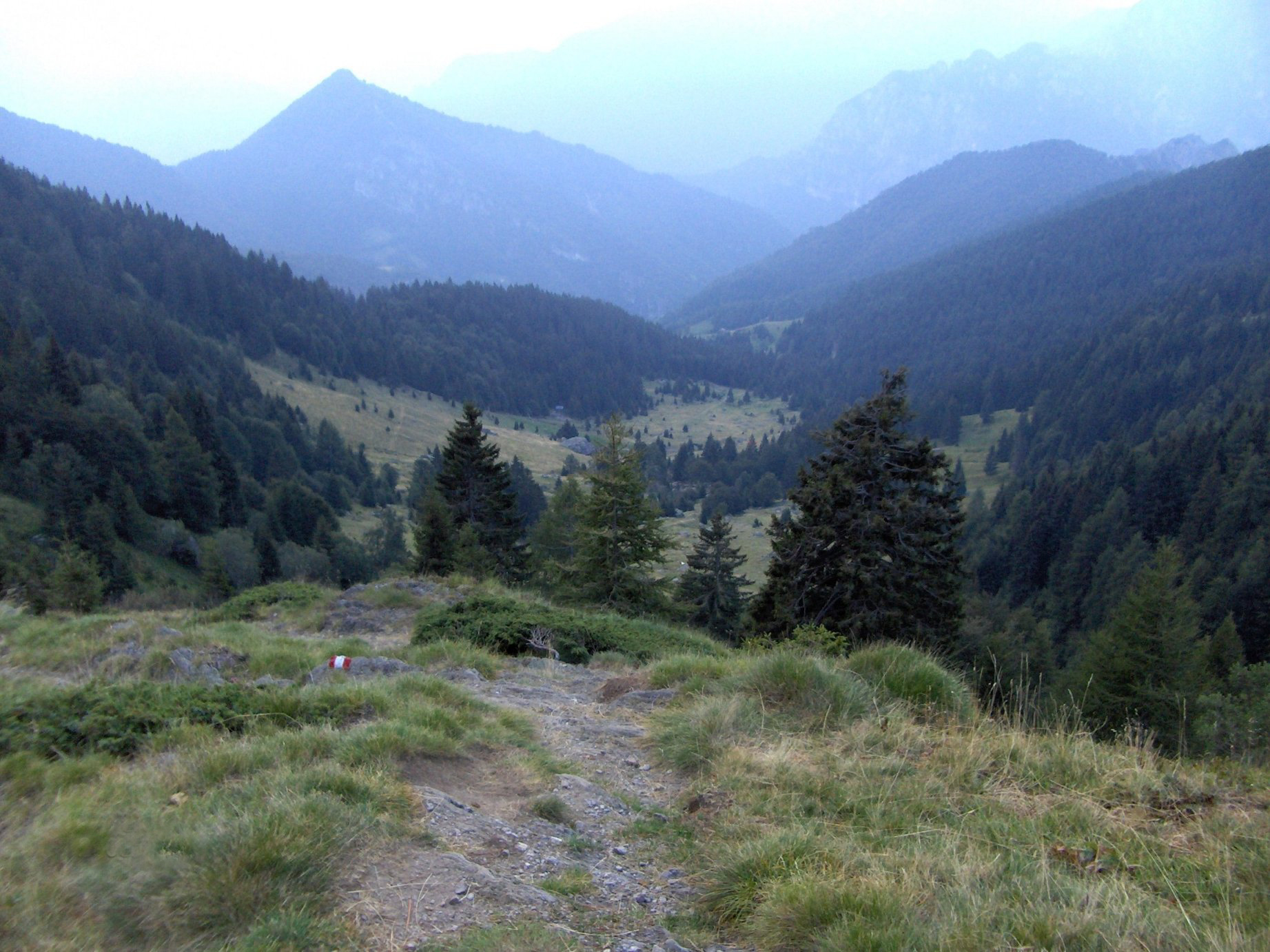
La Val d'Inferno.

Superato l'intaglio, si lascia sulla sinistra la traccia per la vetta del Pizzo Tre Signori in favore di un più evidente sentierino che, pianeggiante, taglia a mezza costa i ripidi pendii meridionali del pizzo (Sentiero dei Solivi). Scavalcando alcune coste erbose, si aggira tutto il versante della montagna pervenendo così in Valle D'Inferno: qui il sentiero inizia una brusca discesa, supera una costa erbosa e raggiunge il fondo della valle. Guadato il torrente che l'attraversa, si raggiunge il versante opposto della valle in direzione di un evidente canalone: risalitolo a fatica, si rimonta al suo culmine un largo avvallamento e, dopo aver traversato verso destra un ripido pendio erboso, si sbuca sulla Cresta del Giarolo, con bella vista sui sottostanti laghi di Trona e di Zancone. Proseguendo per cresta si guadagna la vetta della Cima di Giarolo, poi si scende sull'opposto versante fino alla sua massima depressione (Bocchetta di Val Pianella): da qui, piegando sul versante brembano, si scavalca il successivo intaglio che si apre tra la Cima di Val Pianella e il Pizzo di Giacomo, si tagliano a mezza costa i ripidi pendii della Cima di Val Pianella e in breve si raggiunge lo spalto roccioso che ospita il Rifugio Cesare Benigni presso il vicino Lago Piazzotti.

### 5ª tappa: Rifugio Cesare Benigni - Rifugio Cà San Marco - Rifugio Marco e Raimondo Balicco
Dal Rifugio Cesare Benigni (2.222 m) al Rifugio Cà San Marco (1.830 m) - Percorrenza: 4 h - Dislivello: 120 m - Sentiero: CAI n. 101 - Difficoltà: E (Escursionistico)
'Dal Rifugio Cà San Marco (1.830 m) al Rifugio Marco e Raimondo Balicco- Percorrenza: 2h- Sentiero: CAI n. 101 - Difficoltà: E (Escursionistico)

Si lascia il Rifugio Cesare Benigni seguendo il primo tratto del sentiero che lo collega a Ornica. Lasciando sulla destra la traccia che proviene dal Rifugio Alberto Grassi, si scende con alcuni zig zag nella caratteristica conca erbosa sottostante il pianoro del rifugio. Questa permette di accedere allo sbocco di un ripido canale roccioso che si origina nei pressi del Passo Salmurano: prestando la dovuta attenzione si discende il facile colatoio e con un successivo traverso verso est si raggiunge il valico. Dal passo, dove sono presenti resti di fortificazioni militari, si prosegue lungo la cresta spartiacque fino ad un pianoro dominato dalle cuspidi del Monte Valletto. Abbandonato il crinale, il sentiero scende a destra e si dirige verso una piana molto suggestiva con grossi massi ai piedi del Monte Valletto. Con alcune svolte si sale ad un colletto e si supera la fascia erbosa ai piedi della Bocchetta dei Triomen. Poco oltre si incontra un bivio: a destra si scende ai Piani dell'Avaro, a sinistra si continua alla volta di un'altra forcella da dove è visibile il Passo di San Marco. Qui una breve deviazione sul sentiero a sinistra permette di raggiungere la conca dei Laghetti di Ponteranica. Procedendo invece sul percorso principale, si scende sull'opposto versante che conduce presso un pianoro con una baita; senza toccare la baita, si continua in discesa lungo il margine del vallone, si piega a sinistra e, dopo aver contornato i pendii orientali del Monte Ponteranica, si scende con alcuni tornanti fino a un pianoro posto sotto al Passo del Verrobbio. Con un'ultima salita in pochi minuti si raggiunge infine lo spiazzo su cui è costruito il Rifugio Cà San Marco.
Consigliabile prolungare la tappa giornaliera fino al Rifugio Marco e Raimondo Balicco, per abbreviare la tappa successiva.

### 6ª tappa: Rifugio Cà San Marco - Foppolo
Dal Rifugio Cà San Marco (1.830 m) a Foppolo (1.508 m) - Percorrenza: 8,30 h - Dislivello: 700 m - Sentiero: CAI nn. 101 e 201 - Difficoltà: E (Escursionistico)
È questa la tappa più lunga del Sentiero delle Orobie occidentali. Viene normalmente divisa in due parti:

#### Parte 1
Si parte dal Passo di San Marco scendendo per circa 150 m lungo la strada carrozzabile che conduce a Morbegno: successivamente un'indicazione porta verso destra a superare un pendio di pascoli e pietrame. Restando sul versante Valtellinese, si contorna il Pizzo delle Segade e, con alcune svolte, si sale all'omonimo passo. Da qui si percorre un tratto della cresta verso il Monte Azzarini (o Monte Fioraro) fino a una stretta forcella: grazie ad un canalino erboso ci si può calare verso destra e scendere al sottostante sentiero pianeggiante. Con alcuni saliscendi, superando anche la Baita Colomber, si perviene al curioso Passo della Porta, valico interno sulla cresta che si spegne presso la Baita Arale, e si prosegue attraverso una vasta conca erbosa - superando il bivacco Zamboni nei pressi delRifugio Marco e Raimondo Balicco- fino ad un poco marcato intaglio sulla cresta del Monte Azzaredo. Disceso il versante opposto della cresta, si raggiunge la suggestiva Baita Pedevalle, in ambiente di rara bellezza. Dalla baita si segue un pendio erboso sulla destra, poi, tramite un canale di pietrame, si sale ad una forcella e si raggiunge la conca ai piedi del Pizzo Rotondo presso il cascinetto dei Siltri. Un'ultima breve salita permette di guadagnare la Forcella Rossa e di accedere alla Conca di San Simone. Con una breve discesa lungo le piste da sci, si arriva infine al pianoro che ospita gli impianti da sci di San Simone, incrociando la bella mulattiera che proviene dalla Baita del Camoscio. Tale baita è solo un punto di ristoro e pertanto non è possibile il pernottamento: è quindi consigliabile proseguire con la seconda parte della sesta tappa fino ad arrivare a Foppolo.

#### Parte 2

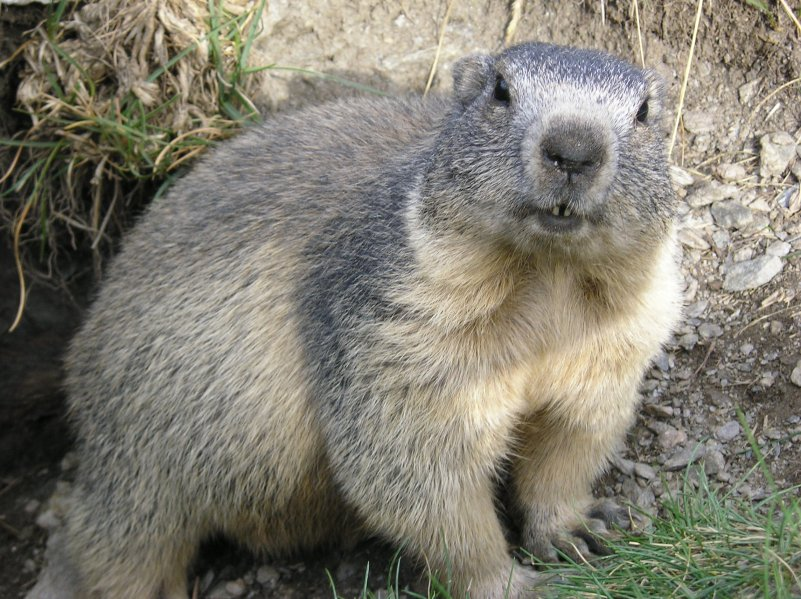
Un esemplare di marmotta.

Dalla Baita del Camoscio si prende la bella mulattiera che, con andamento pianeggiante, si porta verso la conca ai piedi del Passo della Forcella Rossa e del Passo di Lemma. Qui si incrocia il sentiero CAI n. 101: seguendo questo percorso che resta alla base dei pendii che culminano al Passo di Lemma, si supera Baita Fontanini e si entra nel bosco. Procedendo ancora in piano, in parte nel bosco e in parte su pascoli, si aggirano i pendii della Cima di Lemma e si raggiunge il vallone che adduce al Passo di Tartano, importante valico con la Valtellina e dominato da una grossa croce in ferro. Con alcune svolte si sale all'ampia depressione dove sono presenti in ottimo stato di conservazione alcune fortificazioni militari. Piegando verso destra lungo la cresta spartiacque, si punta verso la cuspide del Monte Valegino; non appena il crinale accenna a salire, lo si abbandona e si scende, per un tratto friabile e che richiede attenzione, nella bellissima Val Lunga. La parte alta di questa valle è ricoperta di ghiaioni composti da enormi blocchi rocciosi di verrucano: per questo motivo risaltano ancor di più i tre magnifici Laghi di Porcile, posti come sono in un ambiente totalmente selvaggio proprio ai piedi delle pareti del Monte Cadelle. Il sentiero, piegando a sinistra, raggiunge il più alto dei tre bacini, ne contorna la sponda settentrionale e, curvando verso sud, punta al non distante Passo di Porcile, valico ben visibile che si apre immediatamente ad est del Monte Valegino e che permette di accedere alla Conca di Foppolo. Questa zona è popolata da numerose famiglie di marmotte. Dal passo si scende leggermente verso sinistra fino ad incontrare una baita: qui si stacca sulla sinistra la traccia di sentiero che sale all'aerea vetta del Monte Cadelle. Proseguendo sul tracciato principale si aggira un laghetto e si raggiunge il pianoro che ospita Baita Cadelle; poco oltre la valle si fa più ripida e in breve si scende ad un'alta casera. Trascurando le diramazioni secondarie del sentiero, si traversa il torrente e si continua la discesa entrando nel fitto bosco di abeti e larici che conduce in breve alle case della frazione Piano di Foppolo.

### 7ª tappa: Foppolo - Rifugio Fratelli Calvi

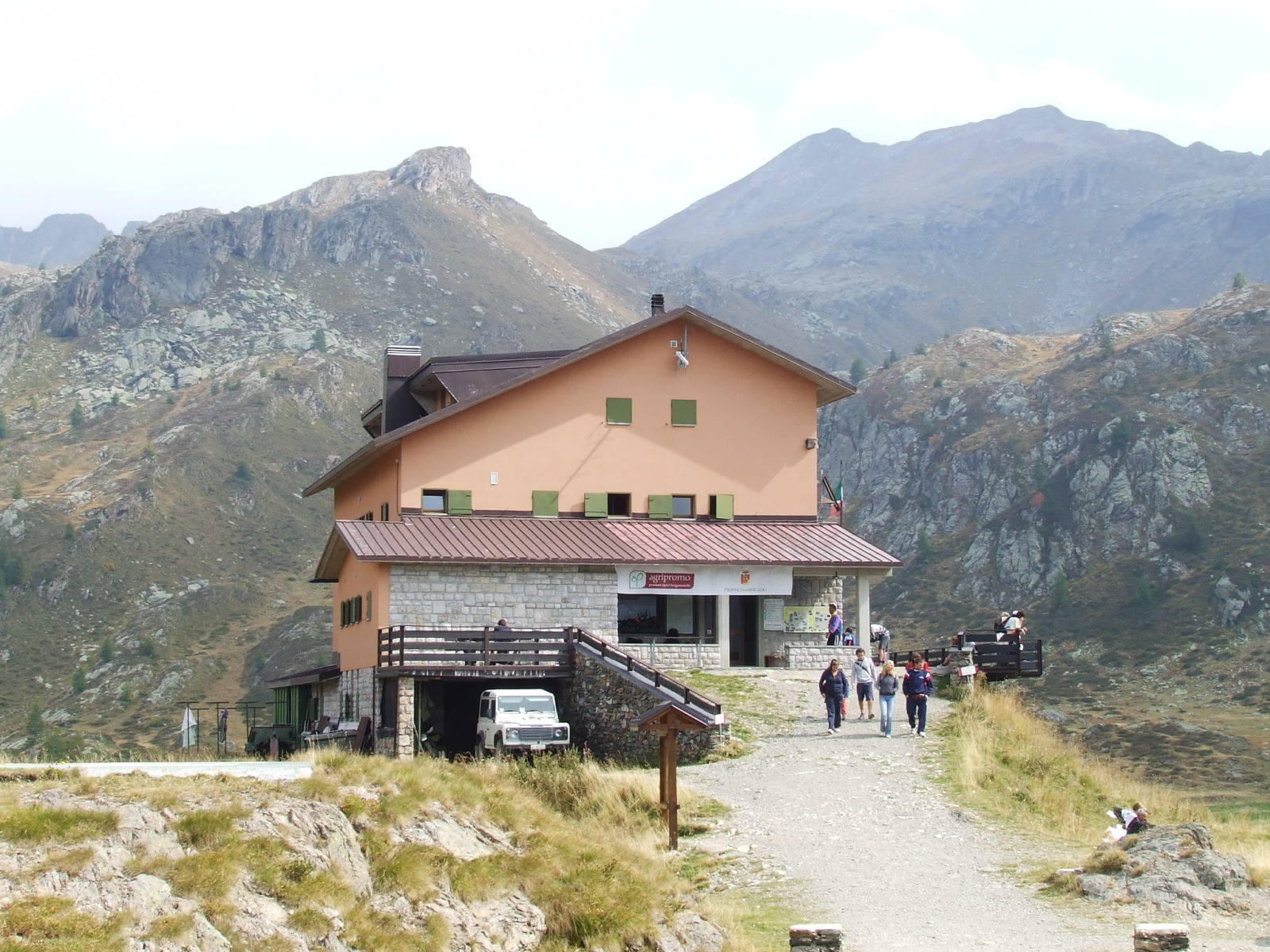
Il Rifugio Fratelli Calvi (2.015 m s.l.m.)

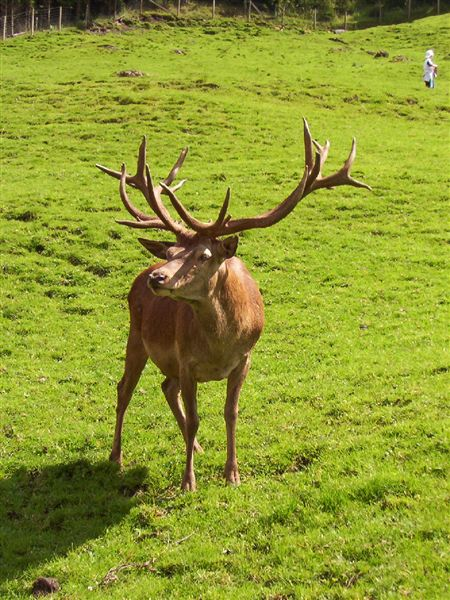
Un cervo.

Da Foppolo (1.508 m) al Rifugio Fratelli Calvi (2.015 m) - Percorrenza: 6 h - Dislivello: 900 m - Sentiero: CAI nn. 205 e 208 - Difficoltà: E (Escursionistico)

Si innesta sul sentiero orientale
Dal piazzale degli alberghi di Foppolo si segue la pista da sci che conduce al pianoro della Quarta Baita. A destra parte una strada sterrata di manutenzione degli impianti che, con un paio di tornanti, conduce al Passo della Croce: da qui si ha una bella vista sul Corno Stella, sul Monte Chierico, sulla Val Carisole e sulla costiera Cabianca - Becco. Dal passo si accede alla Val Carisole scendendo inizialmente lungo una pista da sci, per proseguire sulla strada di servizio agli impianti. Questo sterrato, con un ampio giro ai piedi del Montebello, porta sull'opposto versante della Val Carisole fino ad un sottopasso dello skilift ai piedi del Monte Chierico. Si continua lungo la carrareccia di servizio finché non si incrocia il sentiero che sale ad un intaglio sulla cresta sud del Monte Chierico, valico che permette di accedere in Val Sambuzza. Dopo aver salito un breve tratto di cresta, si traversa verso est e con una veloce discesa si perde quota fino a raggiungere, nei pressi di Baita Vecchia, il sentiero militare che, restando sul fondo della Val Sambuzza, conduce al Passo del Publino. Seguendo in discesa questo tracciato si giunge ad un bivio: prendendo a sinistra il sentiero procede pianeggiante, scende lungo un canale e in breve permette di raggiungere la bella Casera dei Dossi, detta anche Il Baitone. Da qui, imboccando verso est un comodo sentierino, si sbuca in pochi minuti sulla sterrata che sale al Rifugio Fratelli Longo, appena al di sopra del Lago del Prato. Percorrendo in discesa tale sterrata si raggiunge in pochi minuti il pianoro del Lago del Prato presso un bivio: prendendo a destra si arriva a Carona, mentre a sinistra la strada sale al Rifugio Fratelli Calvi. Imboccando questa seconda direzione, dopo una ripida salita si giunge al pianoro sotto la diga del Lago di Fregabolgia (1.957 m). Per una scaletta si sale al culmine della diga e per il largo sentiero in 1/2 ora si raggiunge il rifugio Calvi.

#### Variante
Da Foppolo (1.508 m) al Rifugio Fratelli Calvi (2.015 m) - Percorrenza: 8 h - Dislivello: 1.200 m - Sentiero: CAI nn. 205, 208, 224 e 246 - Difficoltà: E (Escursionistico)

Passa per il Rifugio Fratelli Longo
Questo itinerario è un'alternativa alla settima tappa per poter raggiungere anche il Rifugio Fratelli Longo, dove è raccomandabile fermarsi a dormire. Nella zona battuta da questa variante non sono rari avvistamenti di cervi.
Da Foppolo fino alla Casera dei Dossi si deve seguire l'itinerario precedente. Dalla casera, una volta raggiunta la sterrata che dal Lago del Prato conduce al Rifugio Fratelli Longo, si percorre in salita su questa strada fino a raggiungere il rifugio Longo, a pochi minuti dal Lago del Diavolo e dalla parete occidentale del Monte Aga. Passata la notte al rifugio Longo si continua l'itinerario alla volta del Rifugio Fratelli Calvi e per farlo esistono due possibilità: un sentiero basso, veloce ma piuttosto monotono, e un sentiero alto, descritto di seguito, molto panoramico ma più faticoso. Seguendo la mulattiera di servizio agli impianti idroelettrici, dal rifugio si sale al sovrastante Lago del Diavolo. Attraversata la piccola diga di sbarramento, si imbocca il sentiero ben segnalato che risale il versante sinistro della valle in direzione del Passo della Selletta (2.372 m). Superando alcuni grossi blocchi rocciosi si guadagna quota restando alti sopra al lago e dopo una quarantina di minuti si esce al valico. Bellissima da questo punto la vista su tutta l'alta conca del Brembo: dal Pizzo del Diavolo di Tenda al Monte Cabianca, è un continuo susseguirsi di cime e pareti, nevai e laghetti incastonati tra le rocce. Al passo proviene anche la traccia (segnavia 248) che conduce al Rifugio Baroni al Brunone: se dal Rifugio Fratelli Longo ci si vuole collegare al sentiero delle Orobie orientali, è necessario seguire questo percorso fino al Passo di Valsecca e da qui proseguire come indicato nella quinta tappa del sentiero delle Orobie orientali. Per scendere al Rifugio Fratelli Calvi si deve invece imboccare il sentiero CAI segnalato con il n. 246: divallando gradatamente si percorre tutto l'assolato Pascolo dell'Armentarga seguendo la traccia non sempre visibile. Superate due baite si attraversa con un saliscendi il marcato intaglio della Valle Camisana e in breve si giunge ad incrociare il sentiero delle Orobie orientali che, provenendo dal rifugio Calvi, conduce al Rifugio Baroni al Brunone. Percorrendo il sentiero in senso inverso si guada con attenzione il neonato fiume Brembo e, dopo aver superato alcuni dossi erbosi, si arriva alla paratia che regola le acque del Lago Rotondo, a pochi minuti dal Rifugio Fratelli Calvi.

## Sentiero delle Orobie orientali

### 1ª tappa: Valcanale - Rifugio Alpe Corte

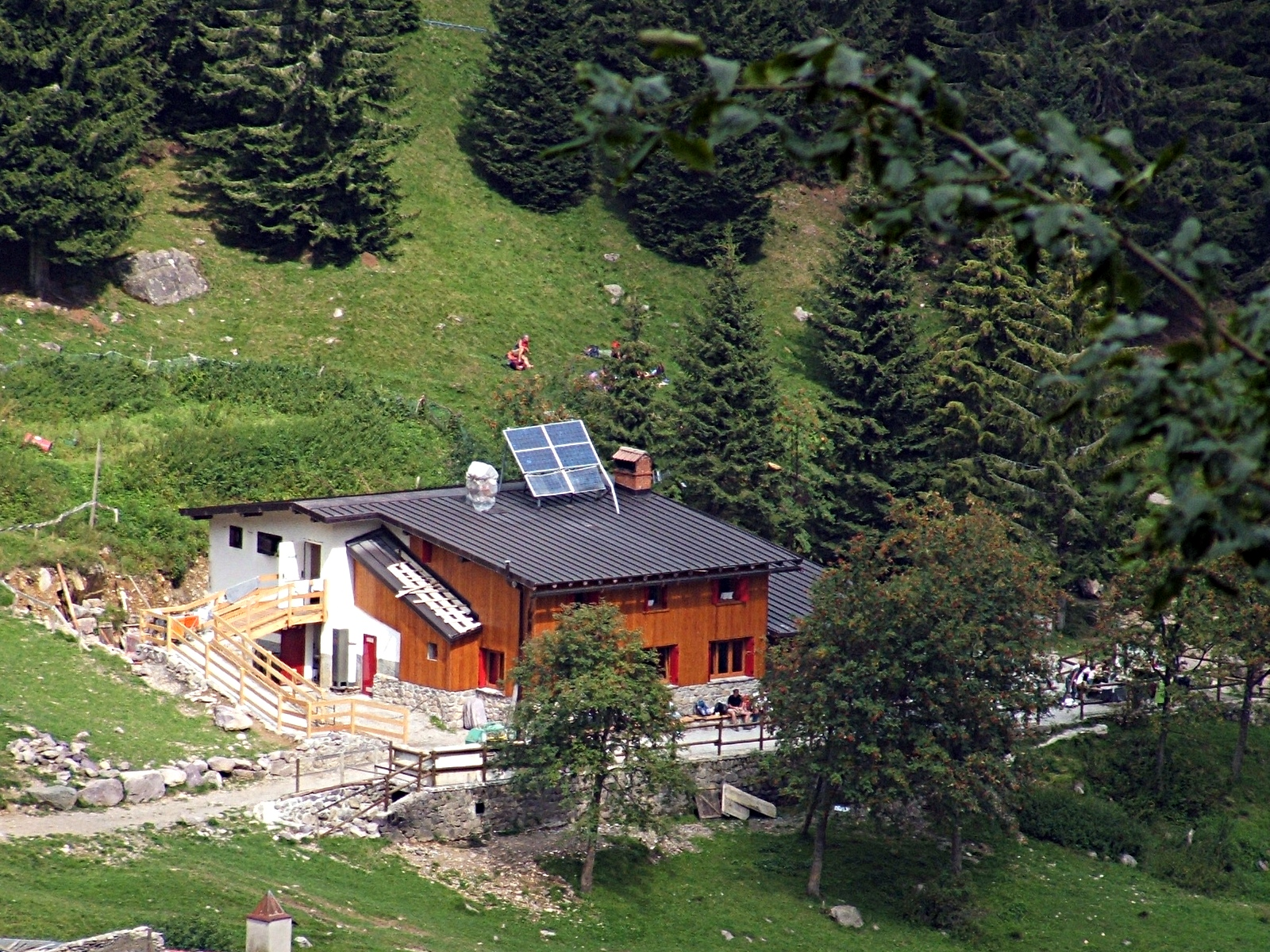
Il rifugio Alpe Corte

Da Valcanale (1.100 m) al Rifugio Alpe Corte (1.410 m) - Percorrenza: 1 h - Dislivello: 340 m - Sentiero: CAI n. 220 - Difficoltà: T (Turistico)
Dall'abitato di Valcanale si imbocca la mulattiera indicata con segnavia CAI n. 220 e si raggiunge il Rifugio Alpe Corte in un'ora circa, attraversando la radura di Baita Pianscuri (1.292 m) e tratti di bosco. Il Rifugio Alpe Corte è situato in una conca di fronte alle pareti nord del Pizzo Arera, in un ambiente che ricorda le valli dolomitiche. È possibile pernottare presso il rifugio e proseguire l'itinerario il giorno dopo. Le escursioni possibili dal rifugio sono al Lago Branchino (1.784 m) in 1 ora circa e alla baita bassa di Zulino (1.441 m).

### 2ª tappa: Rifugio Alpe Corte - Rifugio Laghi Gemelli

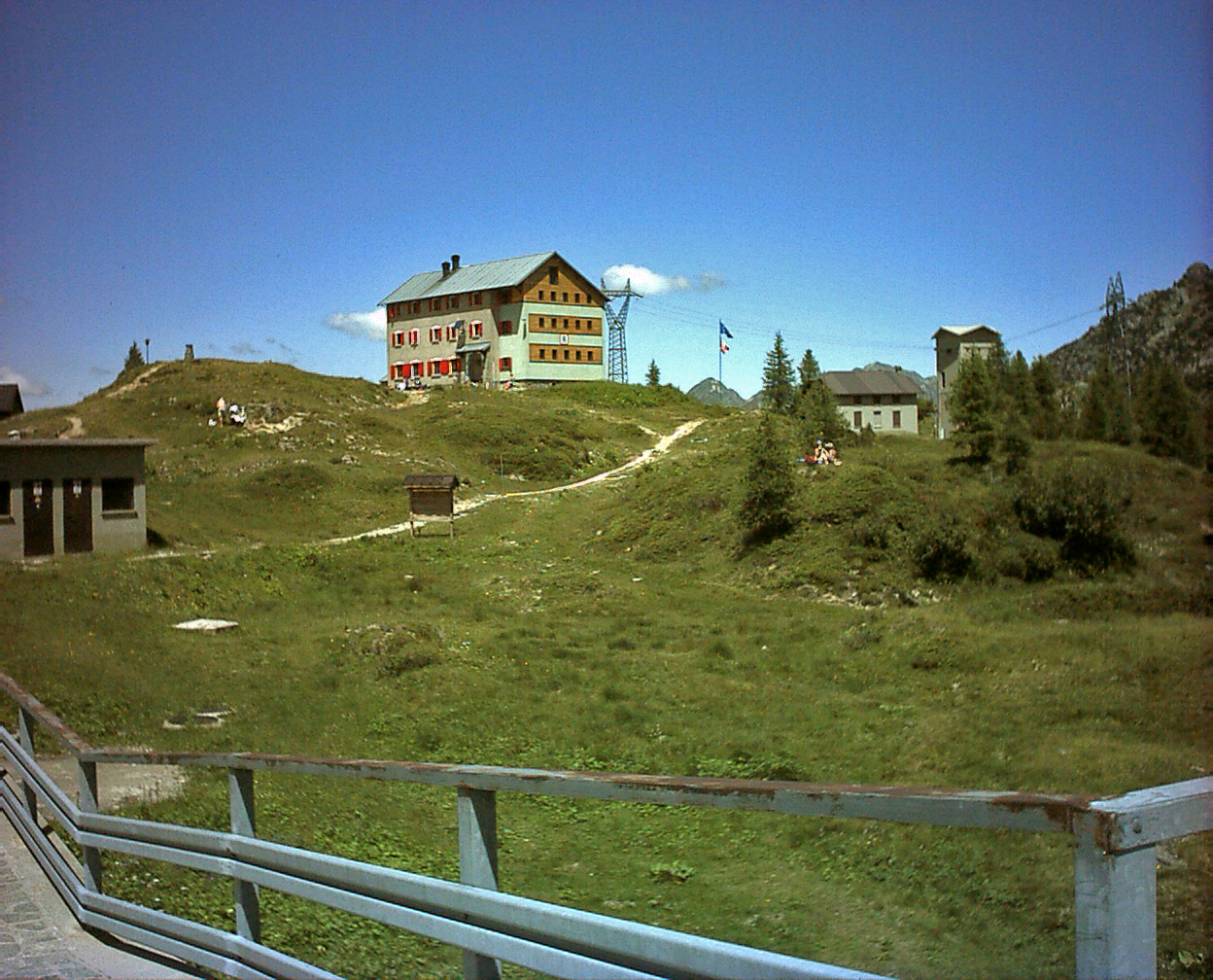
Il Rifugio Laghi Gemelli visto dalla diga.

Dal Rifugio Alpe Corte (1.410 m) al Rifugio Laghi Gemelli (1.968 m) - Percorrenza: 4 h - Dislivello: 729 m - Sentiero: CAI n. 216 - Difficoltà: E (Escursionistico)
La salita si svolge lungo la Valle della Corte che va percorsa fino alla sua testata, il Passo dei Laghi Gemelli (2.139 m).
Il sentiero, dal Rifugio Alpe Corte, si dirige verso il torrente e imbocca la valle, prima pianeggiante e poi in lieve salita, fin sotto un ripido salto che la sbarra. Al sommo del sentiero piuttosto ripido, si raggiunge la piana che ospita la Baita Corte di mezzo (1.669 m). Si prosegue percorrendo il piano erboso, poi ci si alza sulla sinistra verso i pendii del Monte delle Galline sempre lungo il sentiero segnalato, si entra in una valletta, si contorna un successivo sperone e si guadagna la successiva spianata dove è situata la Baita Corte alta (1.885 m). Si continua adesso per pascoli e zone rocciose: con un giro verso nord ovest si entra nella valletta terminale che, con regolare salita, conduce alla depressione del Passo dei Laghi Gemelli (2.139 m), insellatura aperta tra il Monte Corte sulla destra e l'elevazione di quota 2.226 m che la separa dal Passo di Mezzeno (a 2 ore dal Rifugio Alpe Corte). Il passo segna il confine tra la Valle Seriana e la Valle Brembana. Notevole la vista sulla sottostante conca occupata dalle acque dei Laghi Gemelli e verso il Pizzo Arera, il Pizzo Farno, il Pizzo del Becco. La discesa, per sentiero ben segnalato, si svolge verso sinistra (nord ovest) e ripidi tornanti conducono verso l'estremità meridionale del lago dove il sentiero, proseguendo verso nord, va a innestarsi su quello che scende dal Passo di Mezzeno e per esso, passando accanto ad un'ampia casera e contornando la sponda occidentale del lago, conduce al Rifugio Laghi Gemelli (1.968 m). L'escursione non presenta difficoltà particolari o tratti esposti. Molte le escursioni possibili in questa zona ricca di laghi: Lago Colombo, Lago del Becco, Lago Casere e Lago Marcio nonché la salita al Pizzo Farno e al Pizzo del Becco (2.507 m) per sentiero normale oppure per via ferrata.

### 3ª tappa: Rifugio Laghi Gemelli - Rifugio Fratelli Calvi

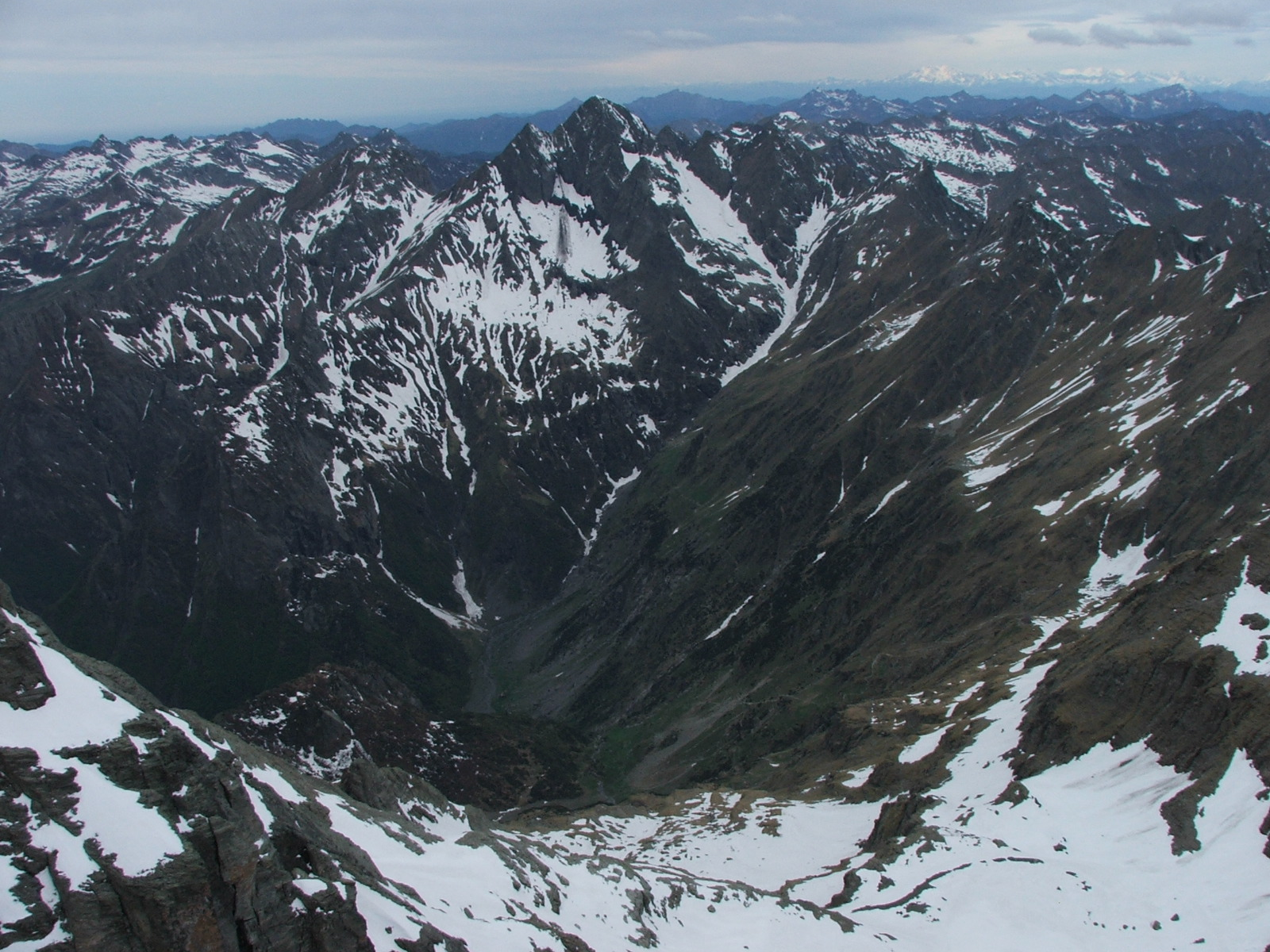
Il Pizzo del Diavolo di Tenda in primavera.

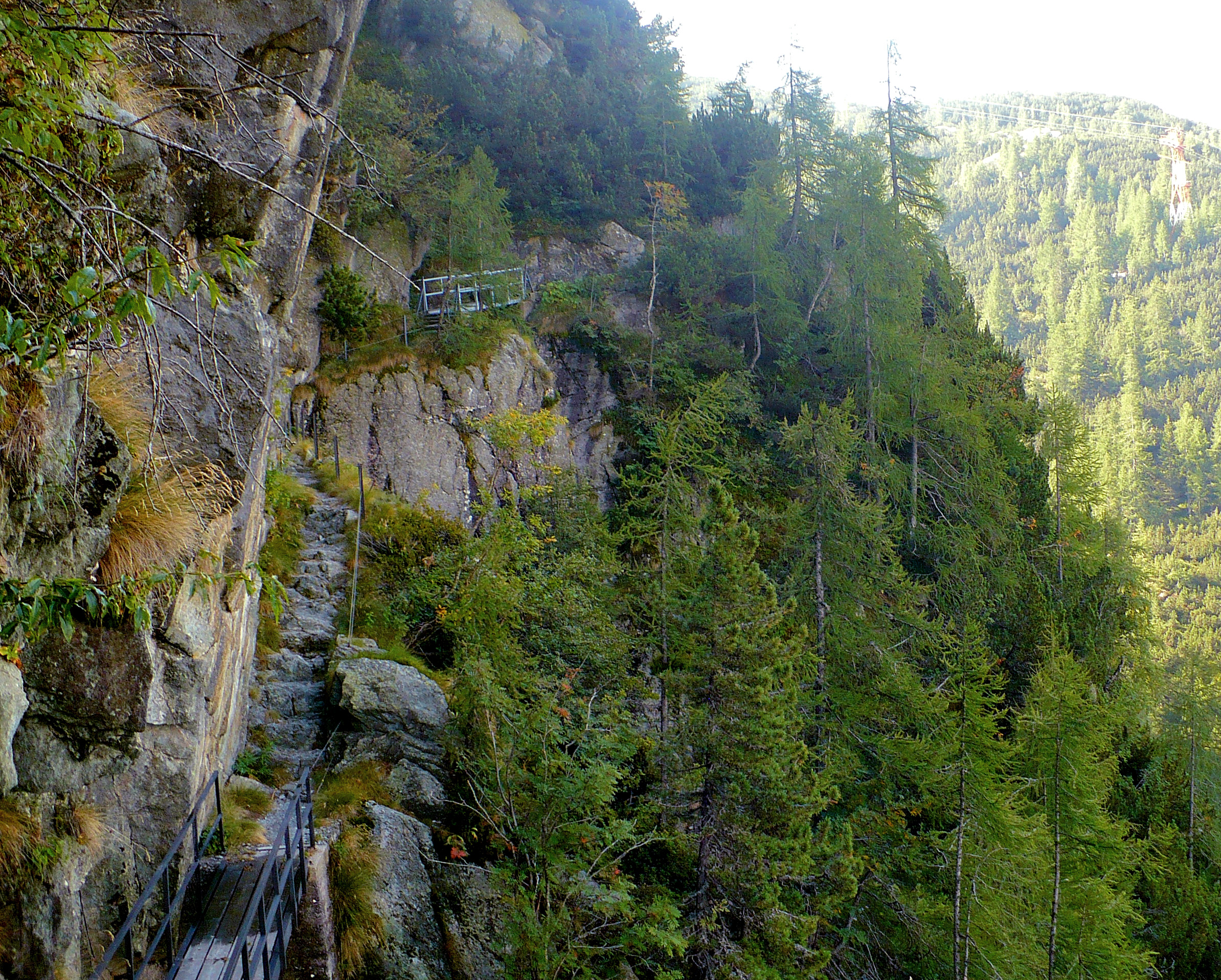
Un tratto caratteristico del sentiero tra il rifugio Laghi Gemelli e il rifugio Calvi

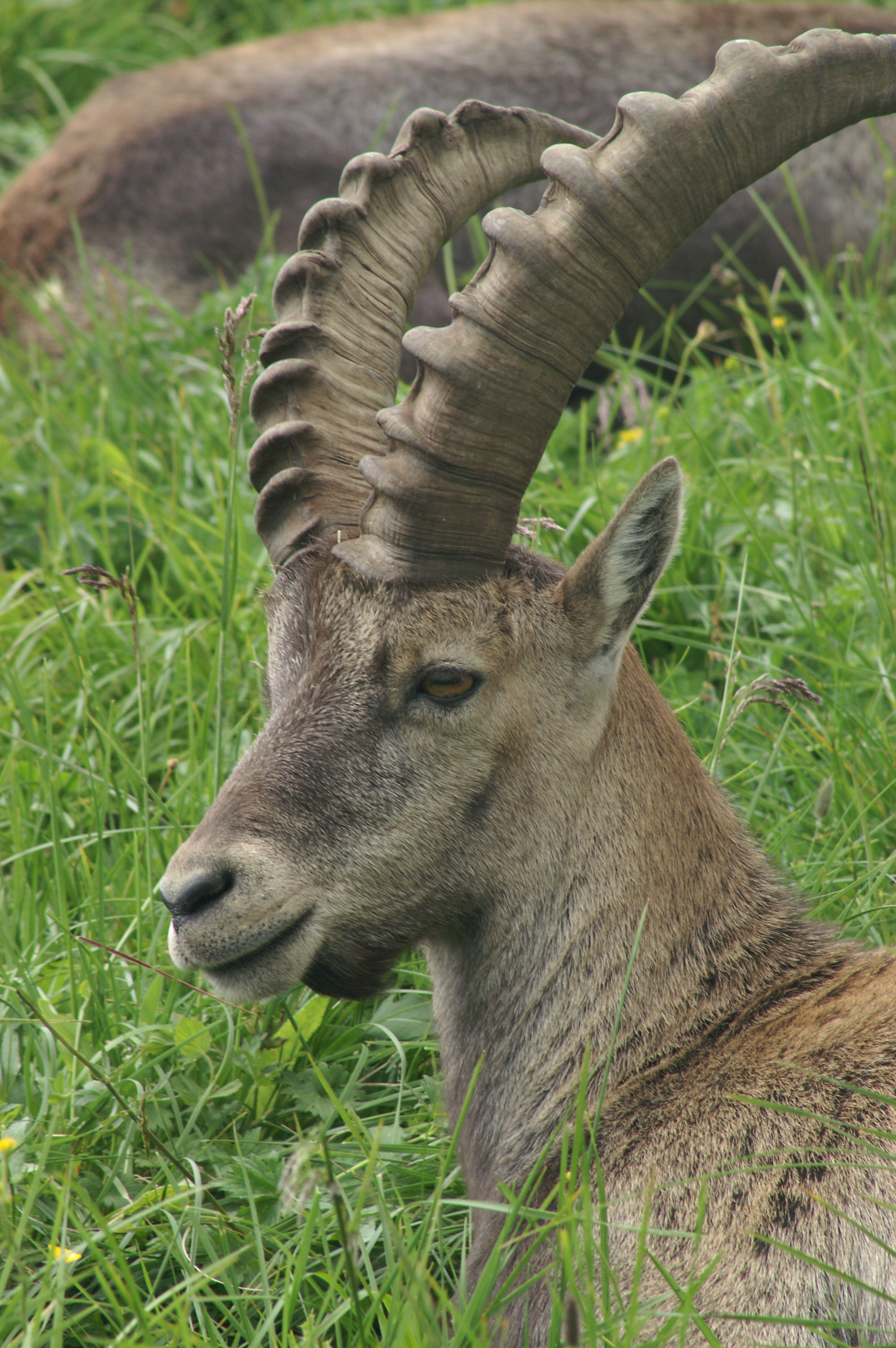
Lo stambecco delle Alpi.

Dal Rifugio Laghi Gemelli (1.968 m) al Rifugio Fratelli Calvi (2.015 m) - Percorrenza: 4 h - Dislivello: 280 m - Sentiero: CAI n. 213 - Difficoltà: E (Escursionistico)

Si innesta sul sentiero occidentale
Dal Rifugio Laghi Gemelli si scende verso il Lago delle Casere, si passa il ponticello in muratura sul suo immissario e si risale al vicino Lago Marcio. Un bel sentiero percorre la sponda occidentale di questo bacino e raggiunge la diga di sbarramento; da qui si scende al di sotto del manufatto e per una serie di curve si arriva ad un bivio presso una costruzione dell'Enel per la captazione delle acque. A sinistra la mulattiera conduce a Carona, mentre sulla destra si stacca un sentiero che, procedendo pianeggiante, punta ad una verticale fascia rocciosa. Si imbocca questo secondo tracciato che, dopo poco, diventa molto suggestivo e privo di difficoltà: per aggirare i ripidi pendii rocciosi, il sentiero in parecchi punti è scavato nella viva roccia; non mancano gallerie e ponticelli in muratura. Superato questo tratto il sentiero sbuca in una zona boscosa, passa accanto ai ruderi di una baita (1.750 m), entra in una valletta e, ancora in piano, raggiunge la diga del Lago di Sardegnana (1.735 m), chiuso tra le vertiginose pareti dei Corni di Sardegnana e dello slanciato Pizzo del Becco. Si attraversa la diga e si risale il versante opposto dove è situata la casa dei guardiani. Al di sopra della casa si prende la larga traccia che si inoltra nel bosco e che a zig zag fa guadagnare circa 150 metri di dislivello: giunti ad un colletto si continua lungo la mulattiera in lievissima pendenza che porta al Dosso dei Signori e alla Valle dei Frati. Si continua ancora in piano fino ad un torrente: lo si attraversa e si sale alla Baita della Capra (1.780 m). Dalla baita si sale per sentiero e una successiva valletta fino ad incontrare la carrareccia che sale da Carona;
Da questo punto esistono due possibilità:
- La "via normale" raggiunge la base e poi la sommità dell'imponente Diga di Fregabolgia. Il Rifugio Fratelli Calvi (2.015 m) è ormai in vista, posto nel centro di un anfiteatro di vette grandioso: continuando lungo il sentiero che si mantiene alto sopra le acque del lago viene raggiunto in pochi minuti. Numerose le escursioni dal rifugio: Pizzo del Diavolo di Tenda (2.914 m), monte Madonnino, monte Cabianca, monte Grabiasca, traversata al Rifugio Fratelli Longo;
- La "via alternativa" permette, dopo pochi minuti lungo la carrozzabile, di imboccare un sentiero che si stacca a sinistra e che scende alla Baita Armentarga e da qui risalire verso il Rifugio Fratelli Longo (2.026 m). Classiche escursioni da questo rifugio sono la salita al Monte Aga e al Passo di Cigola, in Val Venina. È possibile raggiungere la meta della terza tappa arrivando al Rifugio Fratelli Calvi oppure continuare lungo il sentiero delle Orobie, con una tappa che porta al Rifugio Fratelli Longo (vedi ultima tappa del sentiero delle Orobie occidentali).

#### Variante
Dal Rifugio Laghi Gemelli (1.968 m) al Rifugio Fratelli Calvi (2.015 m) - Percorrenza: 4 h - Dislivello: 650 m - Sentiero: CAI n. 214 - Difficoltà: EE (Escursionistico per Esperti)

Lungo le creste del Cabianca
Partendo dal Rifugio Laghi Gemelli si scende al lago e si attraversa la lunga diga. Raggiunta la sponda opposta, si prende a sinistra (n. 214) che, dopo aver superato alcune costruzioni, si immette sulla mulattiera di servizio agli impianti e, dopo alcuni tornanti, arriva all'ovale del Lago Colombo. Superata la diga del bacino, si incrocia il sentiero che proviene dal Lago Becco e sale al non distante Passo d'Aviasco. Piegando a destra su questo percorso si costeggia la riva settentrionale del lago e si inizia a guadagnare quota rimontando i pendii alle sue spalle: in questo modo in meno di un'ora si raggiunge facilmente la sella ovest del Passo d'Aviasco che permette di scendere nella Valle dei Frati. Volendo da qui è possibile ricollegarsi alla traccia normale del Sentiero delle Orobie semplicemente divallando fin oltre il Lago dei Frati (segnavia n. 236); tuttavia gli escursionisti più esperti possono senz'altro proseguire lungo le creste. Seguendo questa seconda soluzione, dalla sella occidentale si giunge in breve alla sella orientale da dove è anche possibile accedere all'alta Valle del Goglio. Qui, rimontando l'erboso pendio che si alza a nord-est, si sale alla facile vetta del Monte dei Frati raggiungendo così un singolare altopiano che corre al di sotto delle vette del Monte Valrossa: senza percorso obbligato si procede allora sempre verso est evitando di restare sul filo della cresta per non dover salire le numerose anticime secondarie. Alla fine dell'altopiano si supera un ampio canale e con un'ultima ripida salita si guadagna la vetta del Monte Cabianca, con vista eccezionale su tutta la conca del Rifugio Fratelli Calvi. Dalla vetta si continua per cresta verso est: poco sotto la cima si supera un breve passaggio aereo molto esposto per continuare più facilmente fino alla sommità del Naso di Cabianca. Piegando a sinistra si scende sul versante nord della cresta arrivando alla base della Tacca dei Curiosi. Ora, compiendo un ampio giro verso sinistra, si scende al Lago dei Curiosi e da qui, seguendo il suo emissario e alcune deboli tracce di percorso, si arriva al non distante pianoro della Baita Pian dell'Asin', dove passa il sentiero per il Passo della Portula (segnavia n. 226). Percorrendo in senso opposto questo tracciato si scende in poco tempo al Rifugio Fratelli Calvi.

### 4ª tappa: Rifugio Fratelli Calvi - Rifugio Baroni al Brunone

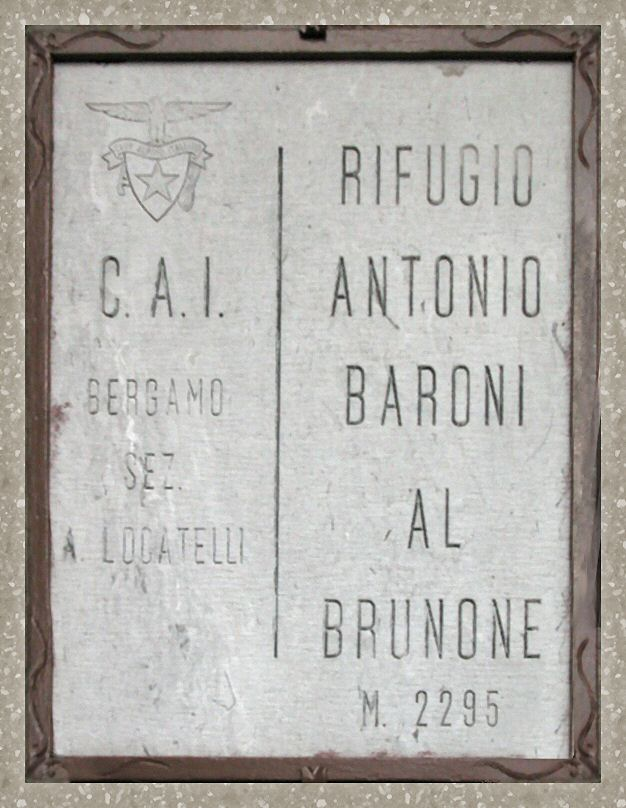
La targa all'ingresso del Rifugio Baroni al Brunone.

Dal Rifugio Fratelli Calvi (2.015 m) al Rifugio Baroni al Brunone (2.295 m) - Percorrenza: 5,30 h - Dislivello: 880 m - Sentiero: CAI n. 225 - Difficoltà: E (Escursionistico)
Dal Rifugio Fratelli Calvi si scende al Lago Rotondo, si scavalca la chiusa presso il suo emissario e con una breve risalita ci si porta sul versante boscoso della valle sul fondo della quale scorre il fiume Brembo. Il sentiero prosegue verso est, poi scende sul greto del torrente e lo attraversa su grossi massi. In seguito ci si inerpica sul versante opposto della valle; continuando la marcia verso nord-est si costeggia una cascata e si risale il successivo pendio di macereti. Giunti al suo termine, si sbuca in una bella radura occupata dal minuscolo Laghetto di Valsecca. Poco oltre, il sentiero si dirige verso il pianoro di ghiaie che si stende fra le pareti settentrionali del Monte Grabiasca, del Pizzo Poris e del Pizzo del Diavolo di Tenda e che conduce nel vallone del Passo di Valsecca. Generalmente nella parte alta di questa conca c'è neve (2 ore circa dalla partenza): in tal caso si preferisce attraversare il piano nevoso avvicinandosi ai pendii del Diavolino per incontrare nuovamente la traccia di sentiero ricavata nel minuto ghiaietto. Si segnala che in questa zona può capitare di incontrare gli stambecchi, esemplari ormai di casa nelle Orobie. Seguendo questa traccia, con alcune svolte si giunge infine al Passo di Valsecca (2.496 m), importante valico che permette di passare in Valle Seriana.

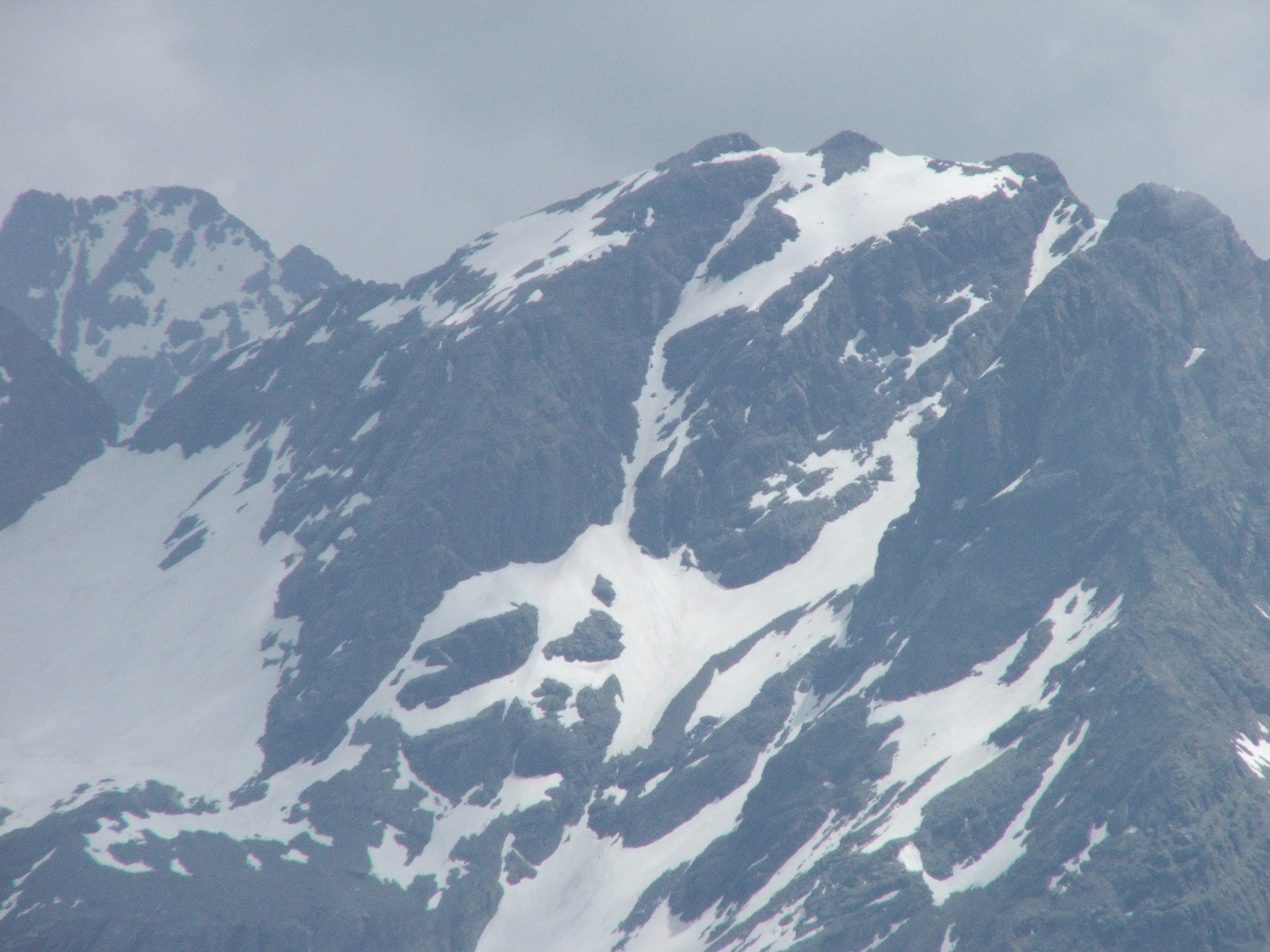
Il Pizzo Redorta visto dal Pizzo del Diavolo di Tenda.

Dal passo si scende sul versante della Valsecca abbassandosi su roccette miste ad erba e ci si avvicina alla costa erbosa che culmina più in basso nella cuspide del Pizzo Tendina. Con alcune faticose svolte, si raggiunge il filo di questo crinale e dopo averlo percorso per un breve tratto in discesa con molta attenzione poiché il sentiero è ripido e ghiaioso, si guadagna il breve spiazzo sul quale è posto in bella evidenza il Bivacco Aldo Frattini, dal caratteristico colore fendinebbia e unico punto d'appoggio fino al Rifugio Baroni al Brunone. Dal bivacco il sentiero scende ancora con qualche curva fino ai Pascoli di Tenda, frequentati da alcuni pastori. Con moderata pendenza si prosegue in discesa e si perviene su una stretta cengia erbosa che porta sul fondo della Valle del Salto dove si possono incontrare nevai da attraversare con attenzione. Al di là il sentiero si inerpica subito con moderata pendenza tra ripidi pascoli e tratti sassosi, iniziando così la lunga risalita di 400 metri di dislivello verso il Rifugio Baroni al Brunone. Superato un breve passaggio che richiede attenzione si raggiunge la piana dove si incrocia il sentiero che sale da Fiumenero (frazione di Valbondione): seguendo questa nuova traccia si raggiunge in circa 20 minuti il rifugio (2.295 m), situato in ambiente austero nel cuore delle Orobie. Le escursioni dal rifugio sono molteplici e permettono di conoscere alcune tra le più alte cime quali il Pizzo Redorta e la Punta di Scais (per escursionisti esperti il primo, per alpinisti il secondo). 

### 5ª tappa: Rifugio Baroni al Brunone - Rifugio Coca

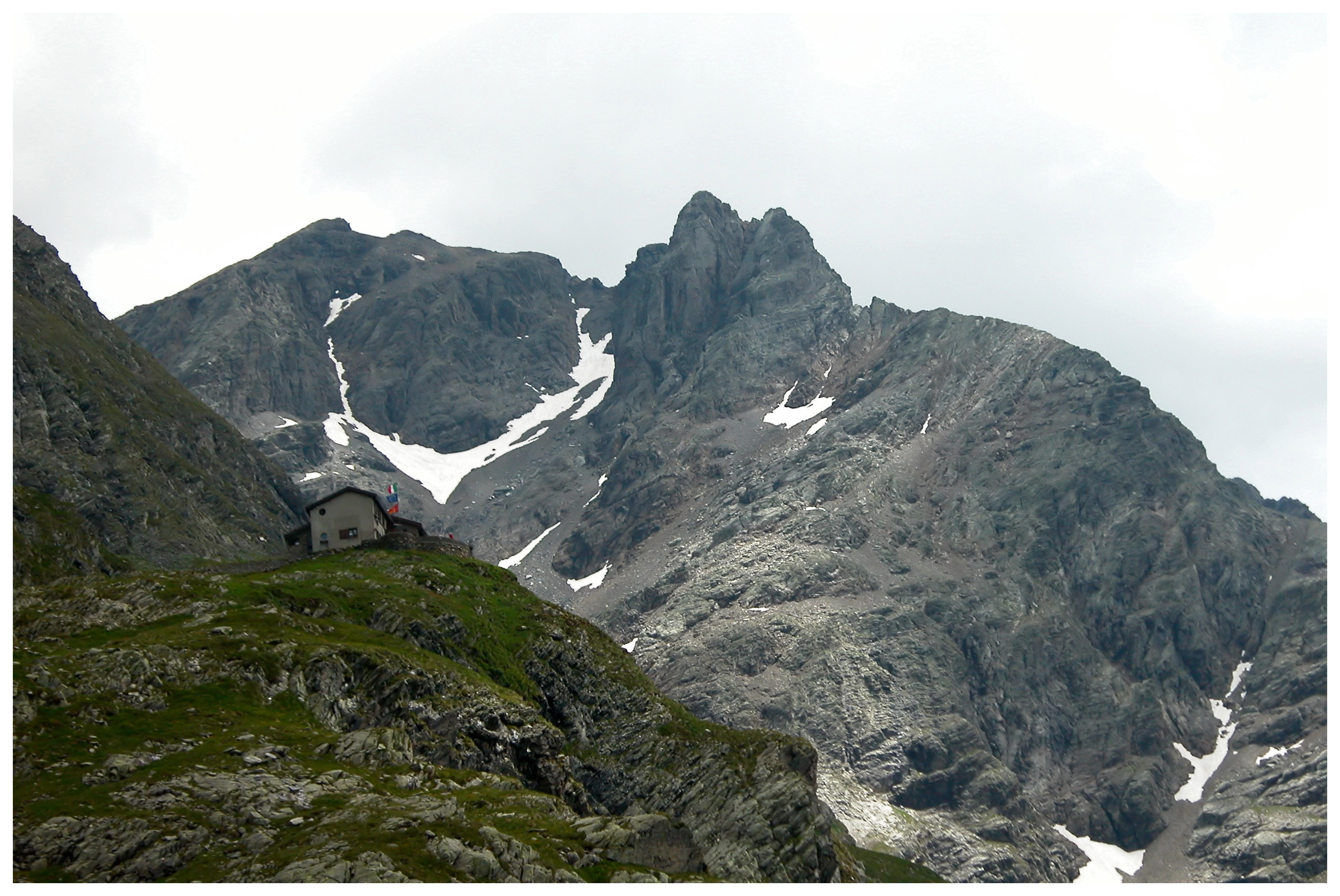
il Rifugio Baroni al Brunone sullo sfondo del Pizzo Redorta.

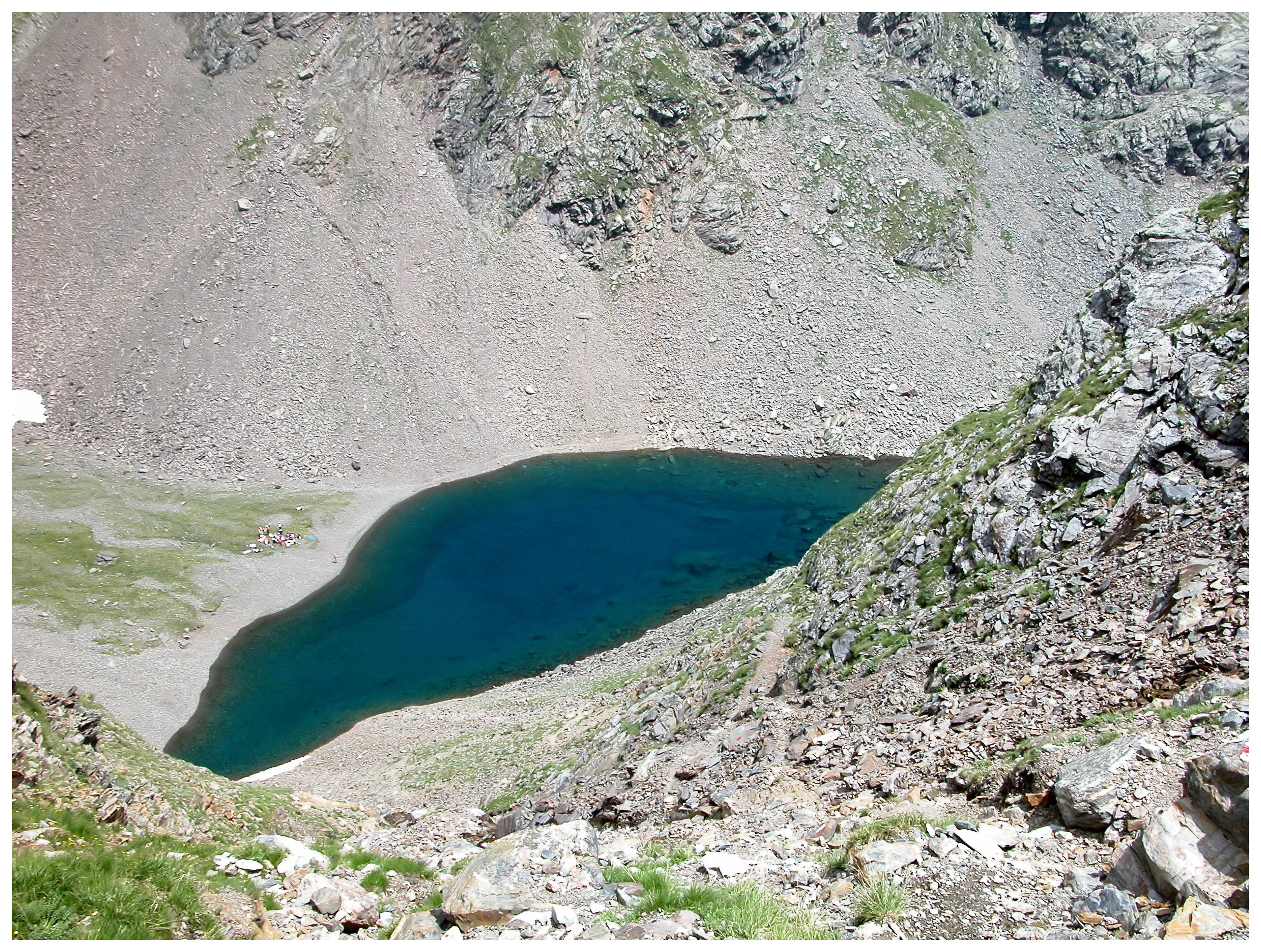
Il Lago di Coca in estate.

Dal Rifugio Baroni al Brunone (2.295 m) al Rifugio Coca (1.892 m) - Percorrenza: 4,30 h - Dislivello: 500 m - Sentiero: CAI n. 302 - Difficoltà: EE (Escursionistico per Esperti)
Il sentiero 302 parte dal Rifugio Baroni al Brunone dirigendosi verso il Pizzo Redorta (3.038 m), per passare a circa 2.600 metri di altitudine in cresta e scendere, infine, verso il Rifugio Coca; è, per alcuni escursionisti, il tratto più impegnativo del Sentiero delle Orobie.
Partendo dal rifugio ci si dirige verso il Pizzo Redorta (il cui sentiero parte da una biforcazione del sentiero n. 302 poco dopo la partenza), prima su un costone erboso e poi, dopo una breve discesa, in una conca composta da sfasciumi e macchie di neve. Si risale la conca verso canalino che conduce a destra, verso lo Sperone alto del Pizzo Redorta.

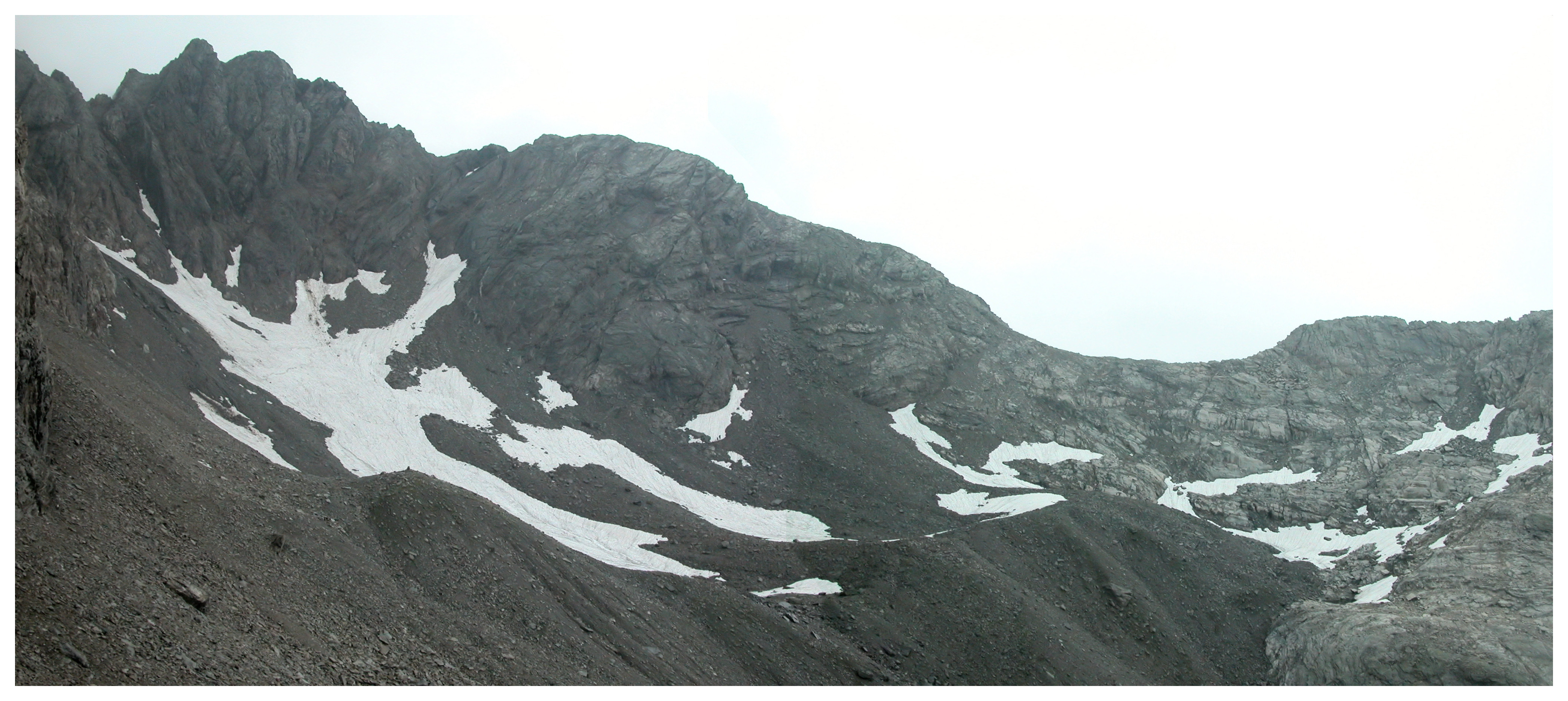
La Sella dei Secreti.

Dopo circa un'ora di marcia dopo il rifugio ci si trova, dopo una cengia rocciosa sotto il Redorta, di fronte a un anfiteatro sassoso, spesso con abbondanti tracce di neve, che va tagliato, dirigendosi poi in salita verso la Sella dei Secreti, stretto intaglio sulla cresta dello Sperone basso del Redorta, a circa 2.650 metri di altitudine. Dalla cresta ci si dirige a sinistra in un piccolo pianoro (la cima della Valle Antica) caratterizzato da sfasciumi rocciosi anche di grandi dimensioni, talvolta instabili nonostante l'apparenza, composti principalmente da pietra di lavagna. 

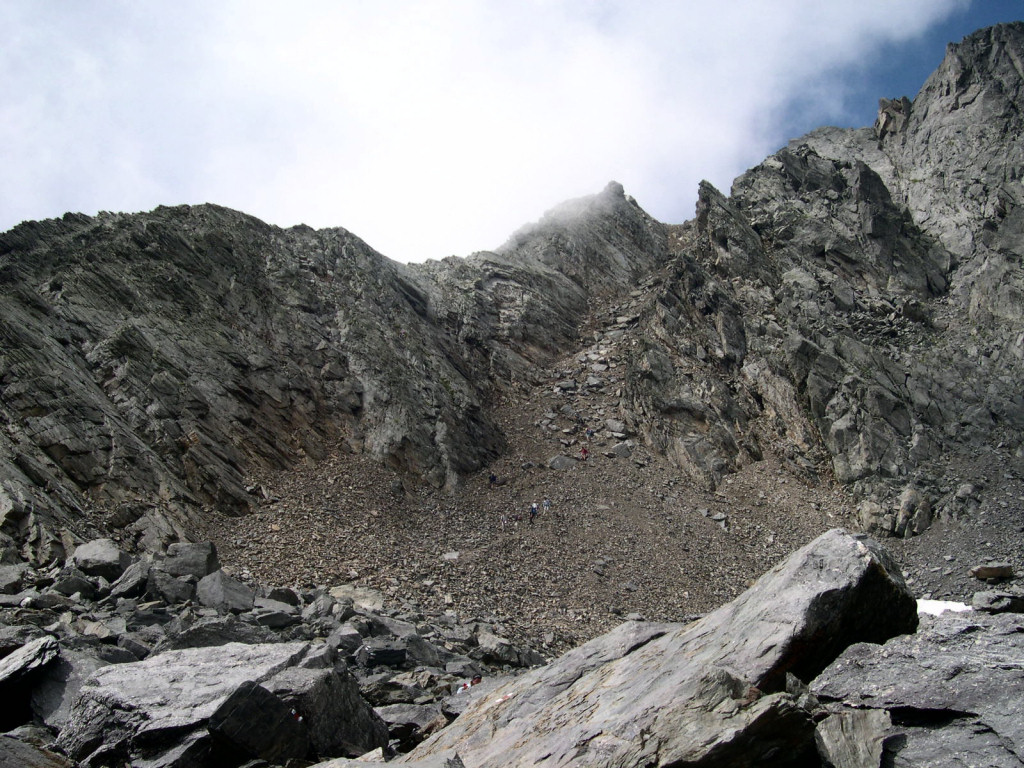
La discesa da Ol Simal verso la Valle del Fosso.

Si sale a questo punto verso il punto più alto di tutto il Sentiero delle Orobie, Ol Simàl, a 2.714 metri di altezza, dove è stata posizionata una colonnina di telesoccorso collegata direttamente con il Soccorso alpino di Clusone. Da qui, nelle giornate serene, si possono vedere agevolmente l'Adamello, il Pizzo Coca, il Pizzo Recastello e il Lago del Barbellino che dà origine alla cascata del fiume Serio. Da Ol Simàl si scende quindi per un canalino franoso tra due creste rocciose, giungendo in una zona pianeggiante, spesso caratterizzata da neve, chiamata Valle del Fosso, Valle Antica o anche Valle di Foga. Il sentiero continua sulla sinistra della valle, verso est, verso la cresta del Forcellino a 2.475 metri, sul quale si sale grazie all'aiuto di catene fissate alla roccia; inizia qui il tratto di ferrata fino alla Conca dei Giganti (2.108 m), che va percorso con la massima cautela per via dell'attraversamento di alcune creste rocciose piuttosto difficoltose. Il sentiero, tagliando a mezzacosta questo pendio, permette di aggirare la punta della Cima di Avert (2.616 m): si tratta del culmine dell'estremo sperone che il pizzo Redorta manda verso sud.
Finalmente si giunge alla Conca dei Giganti e poi al Lago di Coca, caratterizzato da un colore blu scuro. Dal laghetto si scende quindi verso il Rifugio Coca, a 1.892 metri di altezza.

#### Variante
Dal Rifugio Baroni al Brunone (2.295 m) al Rifugio Coca (1.892 m) - Percorrenza: 5 h - Dislivello: 450 m - Sentiero: CAI n. 330 - Difficoltà: E (Escursionistico)

Sentiero Basso
Questa variante alla quinta tappa del Sentiero delle Orobie, chiamata "Sentiero Basso", è stata realizzata e ripresa dal CAI di Bergamo, nell'intento di venire incontro alle esigenze dell'escursionista medio che, non volendo percorrere il "Sentiero Alto" che presenta alcuni punti di carattere prettamente alpinistico, vuole tuttavia completare il suo giro del Sentiero delle Orobie utilizzando un percorso più facile, meno impegnativo ma ugualmente panoramico e di notevole soddisfazione.
Il tracciato che ne è uscito, dopo i lavori di completa sistemazione nel 1992 e con l'installazione di alcuni tratti di catene, è quanto di meglio l'escursionista possa desiderare: è panoramico quel tanto che basta per fargli conoscere tutte le più belle e imponenti montagne dell'alta Valle Seriana; è praticamente privo di pericoli (solo in alcuni punti le zolle erbose non sono ben fisse al terreno) richiedendo sempre comunque un buon equipaggiamento di montagna e piede sicuro; non costringe a superare eccessivi dislivelli, dà ampie garanzie di sicurezza e può essere compiuto nel medesimo tempo necessario per percorrere la quinta tappa tradizionale. Nonostante ciò, il "Sentiero Basso" viene normalmente sconsigliato dai rifugisti locali, per via della scarsa frequentazione e, soprattutto, per la scarsa bellezza del paesaggio se confrontata con quella del "Sentiero Alto".
Partendo dal Rifugio Baroni al Brunone si imbocca il sentiero segnato n. 330 e ci si abbassa nel Vallone dei Secreti (o Valle dell'Aser) fin a toccare il canale di gronda dell'Enel che porta le acque del bacino di Fiumenero alla centrale dei Dossi; da qui si risale al colle di quota 2.006, poi a lungo si attraversa per terreno vario e un poco accidentato per raggiungere i ruderi di Cascina Ecla; attraversa un vallone e sale a un bellissimo terrazzo erboso che domina tutta l'alta valle Seriana e denominato Il Cavallo. Dal Cavallo il sentiero, a mezza costa e sempre sui pendii notevolmente ripidi, attraversa tutto l'ampio versante meridionale del Pizzo Redorta, a una quota di 1.800 metri circa, giungendo al Pozzo, una curiosa e caratteristica costruzione circolare per la captazione delle acque. Dal Pozzo si prosegue a mezzacosta per prati alla base del Pizzo Castello fino a giungere ad un tratto scavato nella parete (catene) che è stato riaperto e messo in sicurezza (primavera 2017) dopo che, per alcuni anni, era rimasto chiuso obbligando ad una deviazione. Il percorso, ancora aereo, conduce a mezzacosta fin sotto il Rifugio Coca (1892 m), da raggiungere con un'ultima breve salita. Si consiglia di verificare preventivamente le condizioni di percorribilità del sentiero, che presenta un tratto molto impervio ed esposto.

### 6ª tappa: Rifugio Coca - Rifugio Antonio Curò

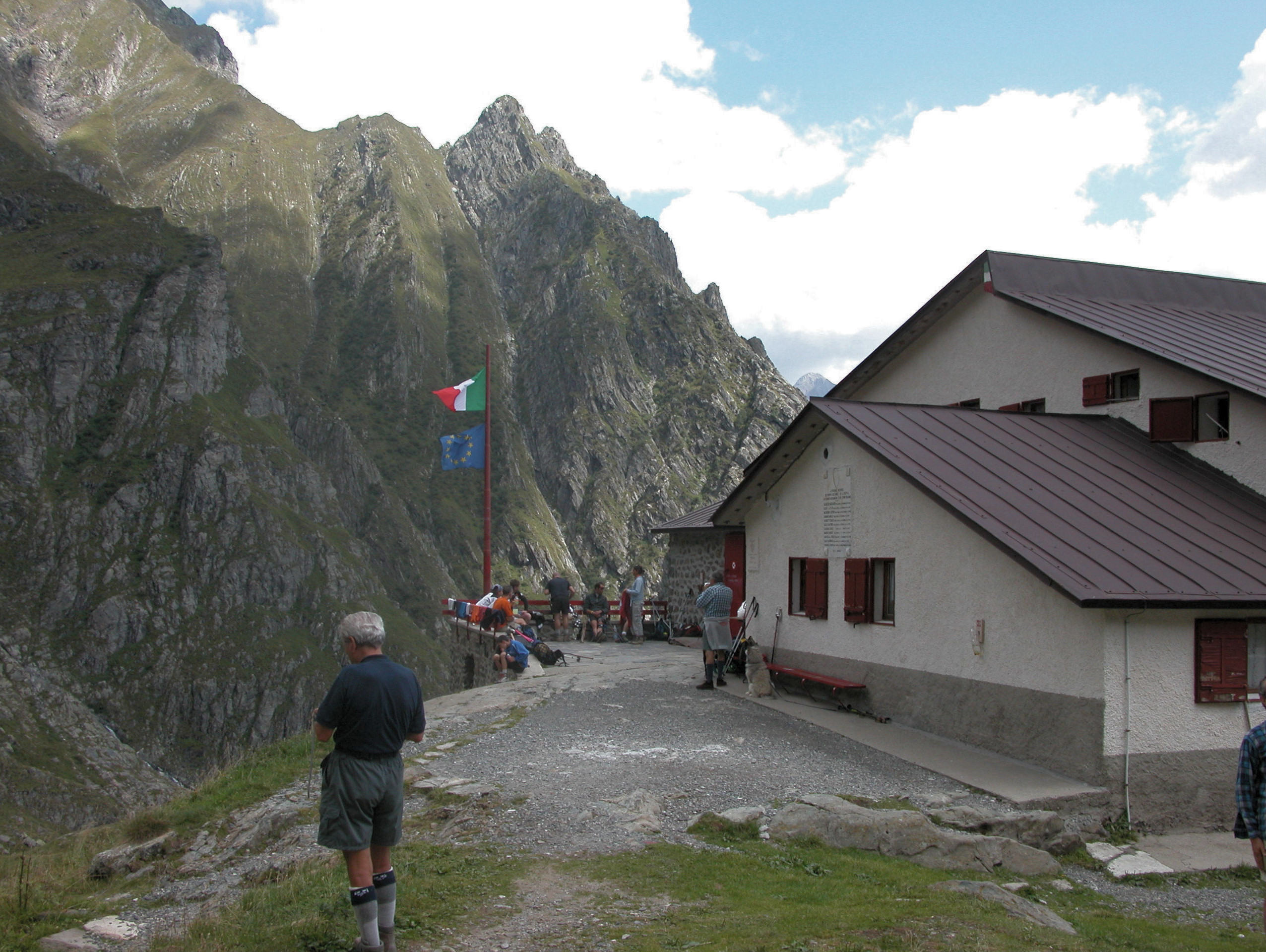
Il Rifugio Coca.

Dal Rifugio Coca (1.892 m) al Rifugio Antonio Curò (1.895 m) - Percorrenza: 3,30 h - Dislivello: 550 m - Sentiero: CAI n. 303 - Difficoltà: E (Escursionistico)
Il sentiero, dal Rifugio Coca, in direzione del Lago di Coca si abbassa sino al sottostante ponte di cemento. Guadato il vigoroso torrente poco dopo la Baita del Pastore, si trascura a destra il sentiero che proviene da Valbondione e si prende a sinistra la traccia che, con alcune svolte, porta alla bella conca erbosa a monte del rifugio. Raggiunti i ripidi pendii che si innalzano sulla destra, il percorso inizia a guadagnare quota con moderata pendenza restando alto sopra il fondovalle e regalando panorami via via più ampi. Dopo aver superato lo sbocco della Valle del Polledrino il sentiero si fa quasi pianeggiante e, procedendo a mezza quota, scavalca alcune vallette secondarie fino a raggiungere l'aereo Passo del Corno, a quota 2.220 metri, pulpito meraviglioso su tutta la Conca del Barbellino.

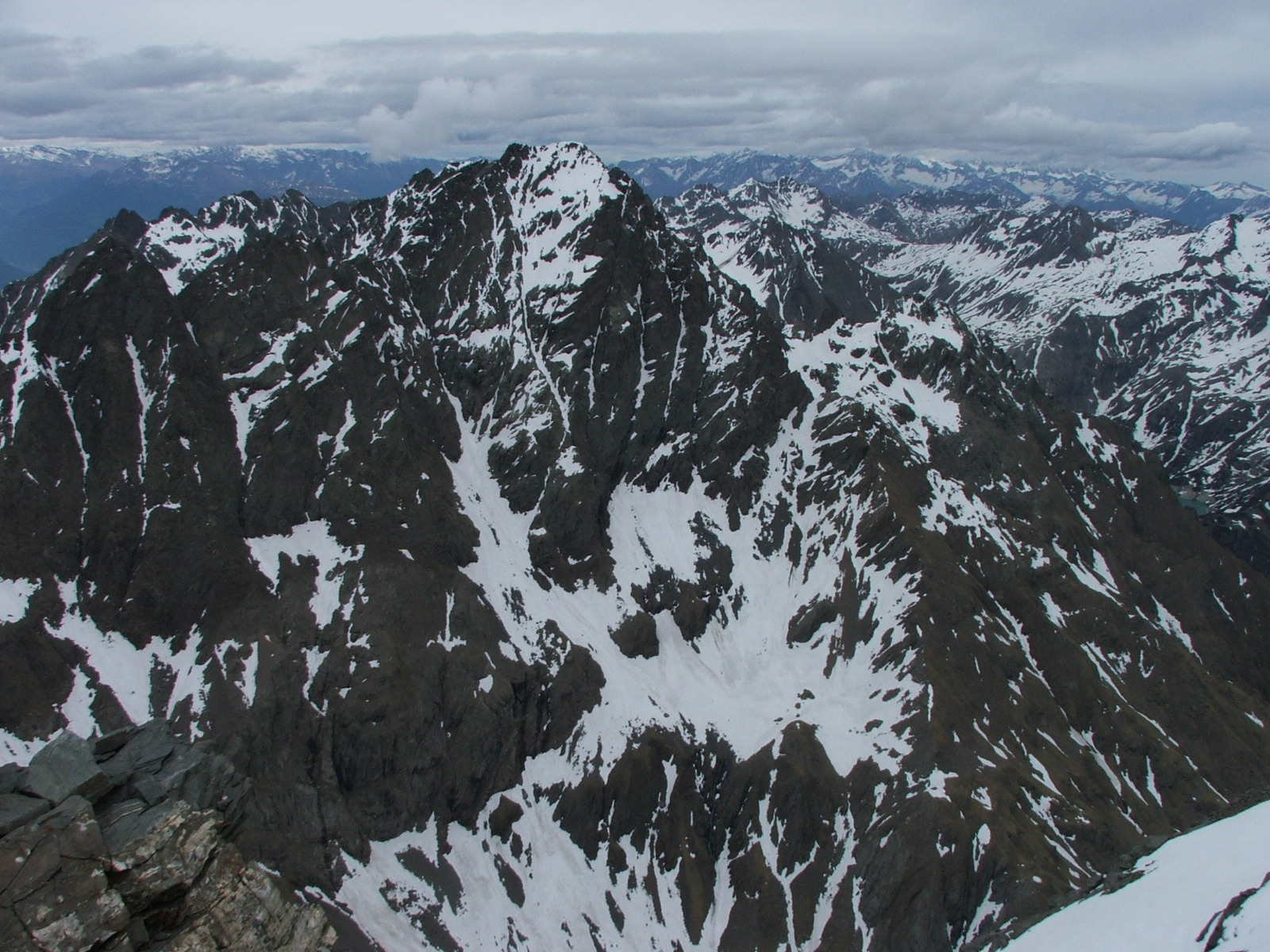
Il Pizzo Coca visto dal Pizzo Redorta.

Oltre la bocchetta, così aerea da offrire l'illusione di trovarsi sospesi in cielo, il sentiero scende leggermente e con un traverso su pendii molto ripidi (a un bivio tenere la sinistra) si porta alla base di un canale di sfasciumi che richiede attenzione. Alcune catene metalliche permettono di superare il passaggio in sicurezza e di raggiungere il successivo piccolo pianoro (sponda Arsena), dove la salita termina.

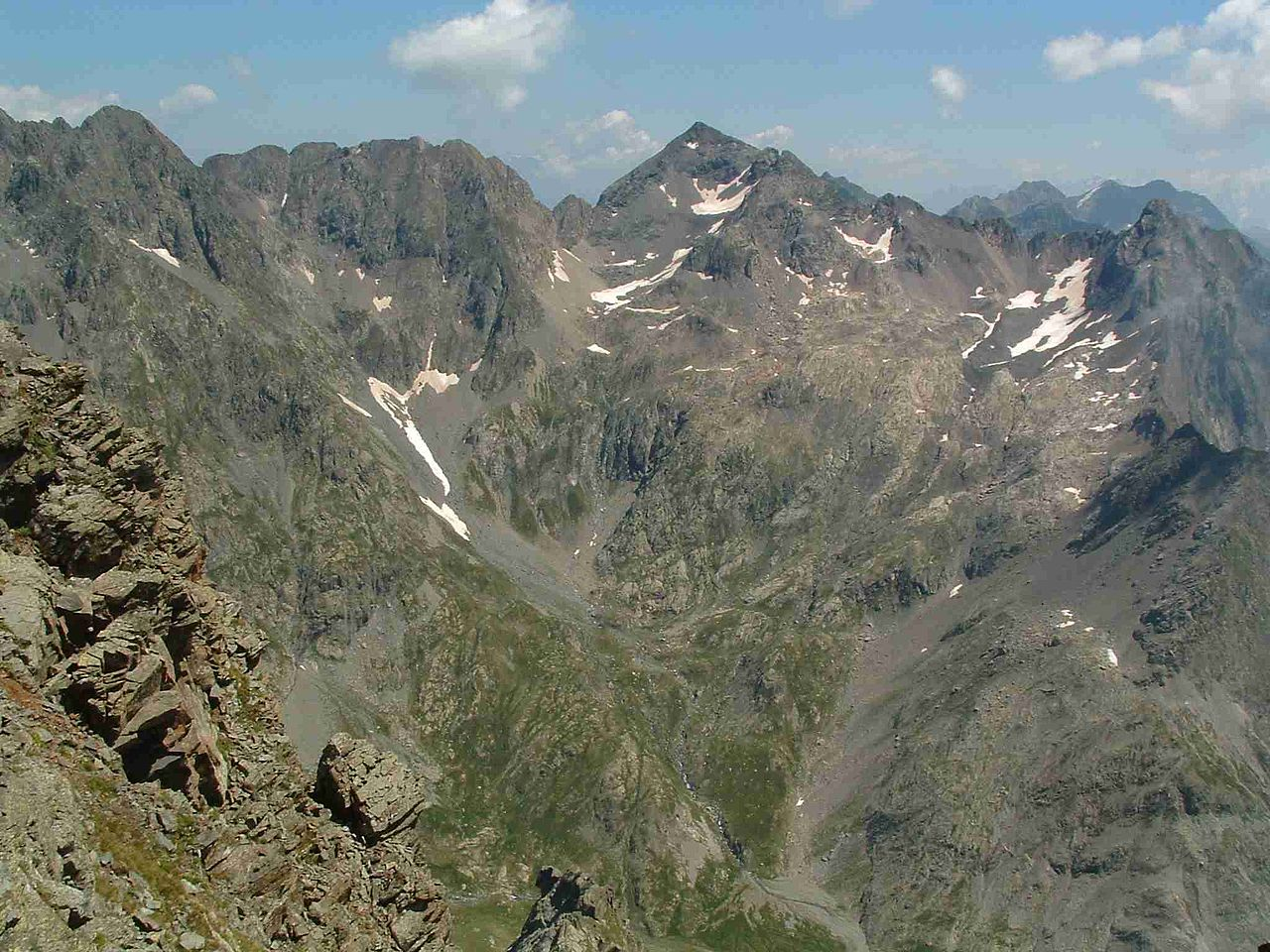
Il Pizzo del Diavolo della Malgina.

Da qui si prosegue a mezza costa entrando in Val Morta e lasciando la caratteristica cuspide del Pizzo Coca sulla sinistra: con una serie di strette serpentine si perde velocemente quota e si raggiunge il fondo della valle, presso il modesto bacino idroelettrico di modulazione dove si incrocia la Diga di Valmorta. Raggiunta la casa dei guardiani, una ripida mulattiera permette di salire alla ben più imponente Diga del Barbellino e successivamente al non distante Rifugio Antonio Curò (1.915 m), posto in panoramica posizione sopra il lago e dominante l'Alta Valle Seriana. Numerose le possibili escursioni dal rifugio: al Lago del Barbellino, al Passo di Caronella, alla Valle della Cerviera, al Pizzo Recastello, al Pizzo dei Tre Confini e al Pizzo del Diavolo della Malgina.

### 7ª tappa: Rifugio Antonio Curò - Rifugio Luigi Albani
Dal Rifugio Antonio Curò (1.895 m) al Rifugio Luigi Albani (1.939 m) - Percorrenza: 7 h - Dislivello: 1.050 m - Sentiero: CAI nn. 304 e 401 - Difficoltà: E (Escursionistico)

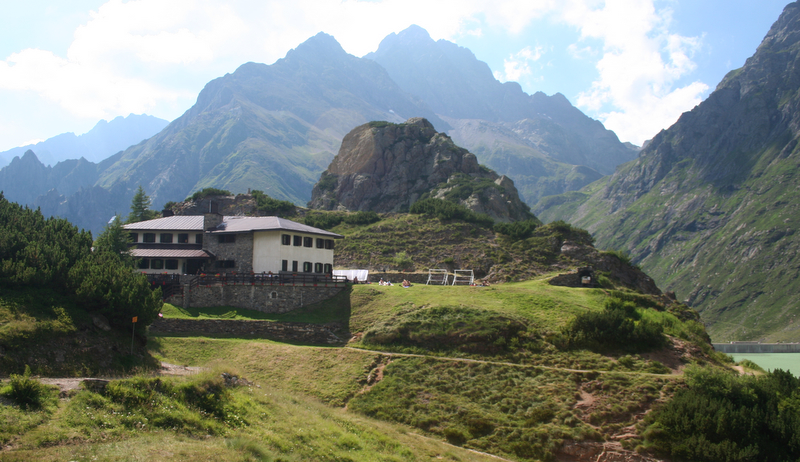
Il Rifugio Antonio Curò

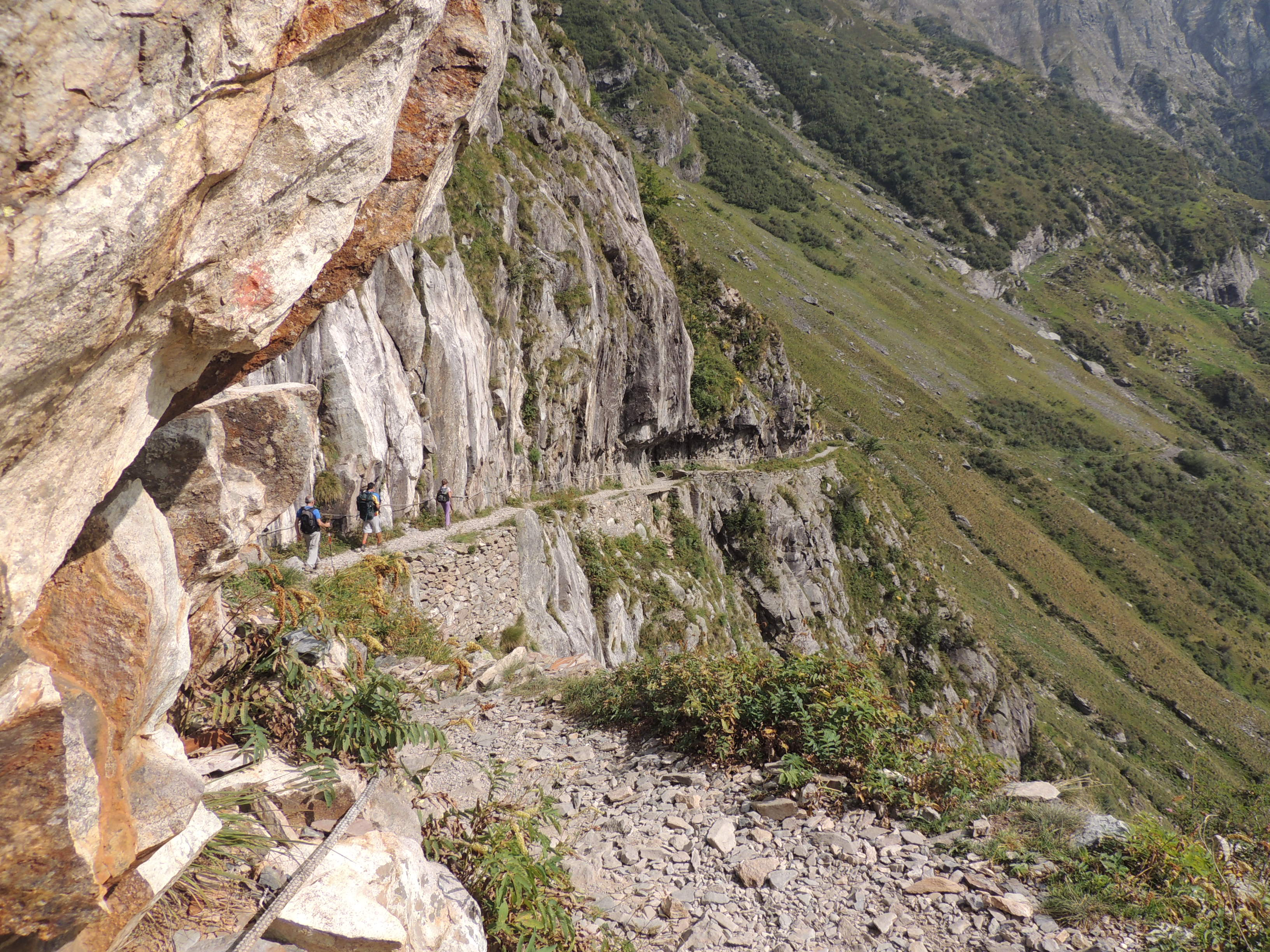
Il primo tratto che dal rifugio Curò porta verso il passo della Manina

Si lascia il Rifugio Antonio Curò e si percorre per un breve tratto in senso inverso la mulattiera di accesso al rifugio proveniente da Valbondione. Ad una curva a gomito un cartello per il Rifugio Luigi Albani indica di deviare a sinistra e di seguire il sentiero che si dirige verso i pendii del Monte Cimone e del Monte Pomnolo. Proseguendo a mezza costa e scavalcando alcuni canali, la traccia inizia una breve salita al termine della quale sbuca al Colle delle Miniere (1.920 m). Oltre il passo una ripida discesa consente di raggiungere il fondo della Valle del Bondione nei pressi della Baita Passevra. Attraversato il torrente si ricomincia a salire restando ai piedi dei pendii del Monte Crostaro: superata la baita omonima e i ruderi della Baita di Fles si raggiunge in breve l'ampio Passo della Manina (3 h circa, dal rifugio Curò). Dal passo il sentiero attraversa a mezza costa le pendici del Pizzul, si porta alla base del Monte Sponda Vaga e, procedendo con qualche zig zag, supera la sella dell'Asta.

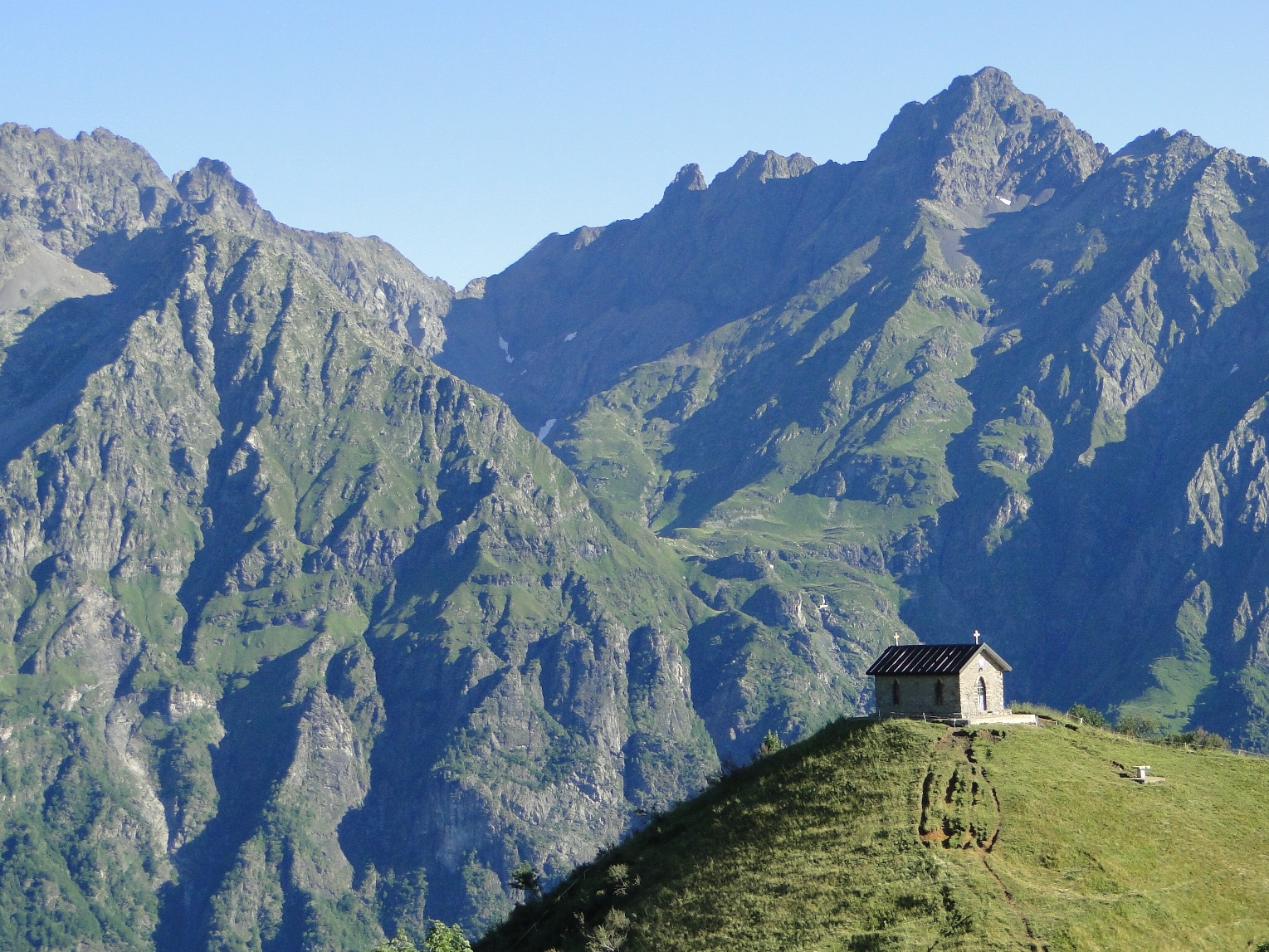
La chiesetta al Passo della Manina

Proseguendo oltre, con andamento sud-est, si attraversa il fianco meridionale del Monte Barbarossa fino alla caratteristica conca che si stende tra il Monte Barbarossa e il Pizzo di Petto e che viene delimitata sulla sinistra da una costola che il Pizzo di Petto protende verso nord-ovest. Il sentiero, aggirando questo sperone alla sua base, conduce all'imbocco di un canalino roccioso, attrezzato con catene, che sbuca al colletto tra le due vette del pizzo di Petto. Dall'intaglio, scendendo leggermente verso destra, si costeggiano le falde orientali del Monte Vigna Vaga e si raggiunge il non distante Passo di Fontanamora. Si attaccano i successivi pendii calcarei appena sotto alla vetta omonima fino al loro culmine, per poi divallare sul versante scalvino che qui si adagia presso la bocchetta nord del Monte Ferrante.
Proseguendo ora su terreno pianeggiante, si va a raggiungere una bella cengia proprio alla base del versante est del Ferrante e che permette di contornare le verticali pareti di questa montagna. Si percorre la cengia sino a incrociare la cresta sud presso la vicina bocchetta meridionale. Per pascoli e sfasciumi il sentiero scende regolarmente sull'ampio crestone e arriva da ultimo al marcato intaglio del Passo dello Scagnello (2.080 m), da cui si può osservare lo spigolo nord-ovest della Presolana. Calando per gli erbosi pendii orientali, il sentiero conduce infine al Rifugio Luigi Albani (1.939 m), nelle immediate vicinanze di alcune gallerie scavate in passato per l'estrazione della fluorite. La vista sulla parete nord della Presolana è veramente notevole e l'ambiente dolomitico.
Interessante e breve la gita al Lago di Polzone e la salita al Monte Ferrante. Inoltre, da questo punto è possibile abbandonare il Senitero delle Orobie, scendendo al paese di Colere in Val di Scalve, oppure a Valzurio in Valle Seriana.

#### Variante
Dal Rifugio Antonio Curò (1.895 m) al Rifugio Nani Tagliaferri (2.328 m) - Percorrenza: 4 h - Dislivello: 400 m - Sentiero: CAI n. 321 - Difficoltà: E (Escursionistico)

Seconda tappa del Sentiero Naturalistico Antonio Curò
Esiste una bella variante alla settima tappa del Sentiero delle Orobie orientali e che da esso si stacca: porta dal Rifugio Antonio Curò (1.915 m) al Rifugio Nani Tagliaferri (2.328 m). Questo itinerario fa parte del Sentiero Naturalistico Antonio Curò che termina al Passo del Vivione da cui si può scendere in Val di Scalve.
Dal rifugio Curò ci si dirige verso la Val Cerviera e si imbocca il sentiero n. 321; si raggiungono i Laghi della Cerviera (2.326 m) e si giunge al Passo Bondione; da questo punto si segue il sentiero n. 416 e si giunge al Passo di Belviso (2.518 m) da cui in breve si arriva al Rifugio Tagliaferri. Numerose le escursioni dal rifugio: Laghi del Venerocolo, Monte Venerocolo, Monte Gleno e Passo del Gatto.

### 8ª tappa: Rifugio Luigi Albani - Passo della Presolana

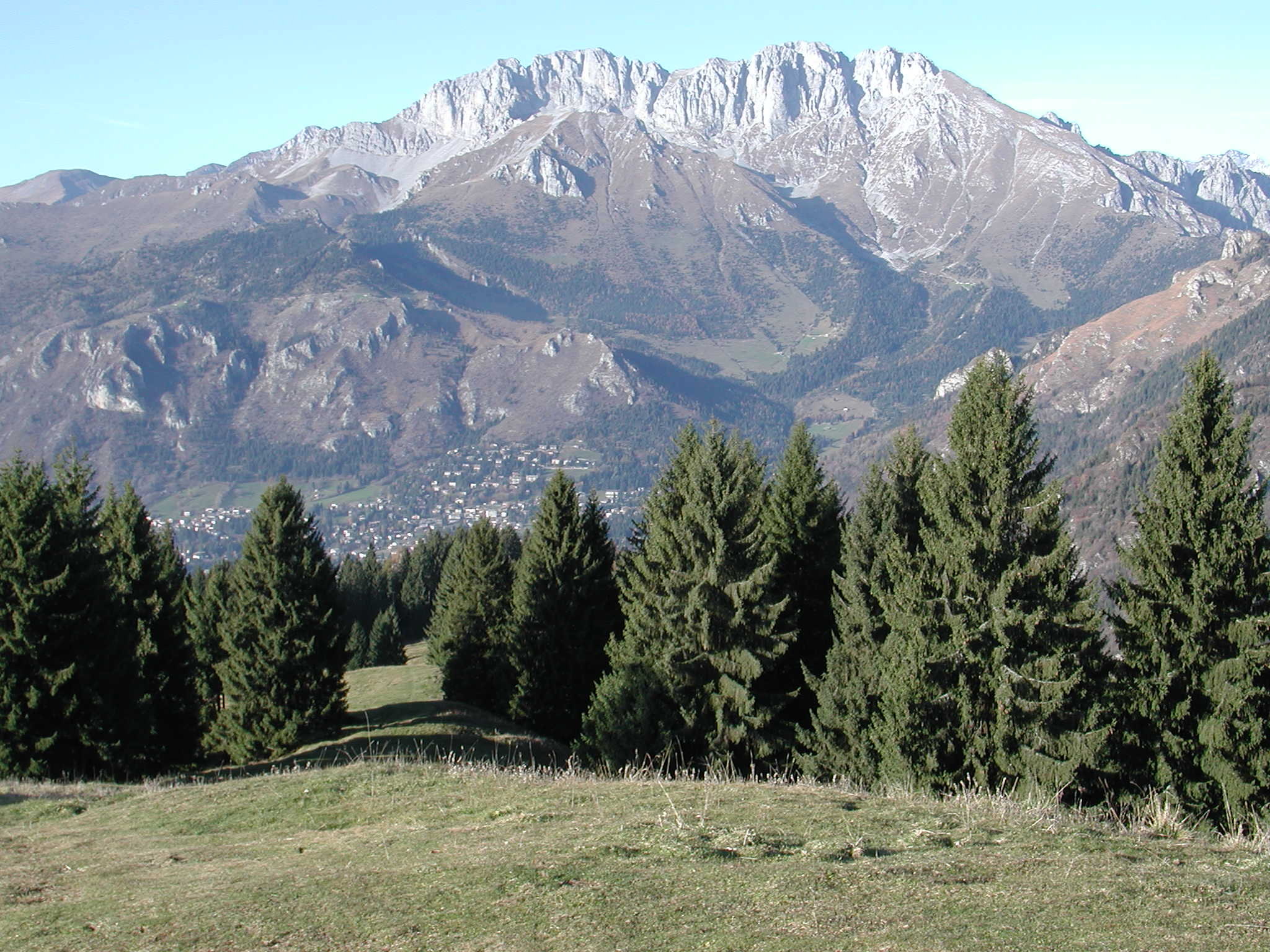
La Presolana vista dal monte Pora, in comune di Castione.

Dal Rifugio Luigi Albani (1.939 m) al Passo della Presolana (1.297 m) - Percorrenza: 5 h - Dislivello: 700 m - Sentiero: CAI n. 316 - Difficoltà: EEA (Escursionistico per Esperti con Attrezzatura)
Questa tappa, chiamata "Sentiero della Porta", è riservata ad escursionisti esperti poiché il sentiero è attrezzato con scalette e corde fisse; è necessaria tutta l'attrezzatura per percorrere una via ferrata: casco, imbragatura, cordini, dissipatore.
Il sentiero percorre la Presolana in quota, sul versante che guarda la Val di Scalve, fino alla Bocchetta del Visolo, al Monte Visolo per poi scendere alla Malga Cassinelli e al Passo della Presolana. Dal Rifugio Luigi Albani si scende al sottostante piazzale delle miniere, si attraversa in alto la bella conca del Lago del Polzone e ci si dirige al Colle della Guaita. Scendendo leggermente sull'altro versante, si prosegue su terreno ghiaioso avvicinandosi alla parete sino a raggiungere il caratteristico canale roccioso ove parte la via ferrata. Si attaccano subito le prime scalette verticali che permettono di accedere alla parte centrale del canale. Traversandolo sul fondo ci si porta sul versante opposto dove un tratto più facile e altre scalette permettono di salire all'intaglio del Passo della Porta.
Qui però non inizia la discesa: piegando a destra una scala metallica vince un primo salto verticale, poi ulteriori tratti attrezzati con pioli e catene di ferro superano alcune placche insidiose e permettono di guadagnare quota. Procedendo su pendii in parte erbosi e in parte rocciosi, ma sempre molto esposti, si supera lo sbocco del canalone sfruttato nella prima parte del percorso e si sale ad una bella selletta in vista dello spigolo nord della Presolana: duecento metri più in basso le pareti di questo massiccio si inabissano nella suggestiva Conca del Fupù, un profondissimo circo spesso coperto di neve durante tutto l'anno. Con molta attenzione, usando le numerose catene infisse alla roccia, si scende su una placca coperta di pietrisco fino a raggiungere la base del circo.
Proseguendo a mezza costa, il sentiero diventa ora più facile e permette di uscire dalla conca e di raggiungere i vasti prati nei pressi della Corna delle Quattro Matte, curiosa cuspide che svetta al di là delle quattro guglie rocciose. Poco oltre si scavalca il Crestone delle Pecore e ci si avvicina al Canalone del Vallone: un ultimo breve tratto attrezzato permette di raggiungerne lo sbocco presso la Bocchetta del Monte Visolo (2315 m), tra il Monte Visolo e la punta orientale della Presolana, dove ha termine la via ferrata. Piegando a sinistra, si segue la bella traccia di sentiero e in breve si guadagna l'erbosa vetta del Monte Visolo. Dalla cima del Monte Visolo non resta altro che una lunga discesa con un percorso di tutto riposo fino al sottostante Passo della Presolana: dopo un breve tratto in cresta, il sentiero devia sul monotono e assolato versante meridionale della montagna e inizia a perdere quota. Scendendo sempre a pendenza costante si raggiunge così il punto d'appoggio del Rifugio Malga Cassinelli, nei pressi del quale passa il sentiero che collega il Passo della Presolana al Bivacco Città di Clusone e alla Grotta dei Pagani. Imboccando questo sentiero in direzione del passo, si entra in un bellissimo bosco e dopo una mezz'oretta di piacevole camminata si esce finalmente al punto di arrivo.